# Liste de boys bands
Cet article est une liste non exhaustive de boys bands.

## 0-9

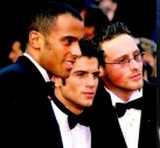
2Be3.
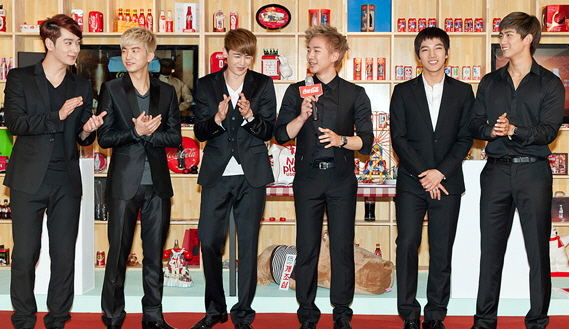
2PM.

| 100%     | Corée du Sud        |
| 112      | États-Unis          |
| 1TYM     | Corée du Sud        |
| 2000 Won | Corée du Sud        |
| 24K      | Corée du Sud        |
| 2AM,     | Corée du Sud        |
| 2Be3,    | France              |
| 2PM,     | Corée du Sud        |
| 3Deep    | États-Unis / Canada |
| 3rd Wish | États-Unis          |
| 3T       | États-Unis          |
| 98°      | États-Unis          |

Début de page
- 2Be3.
- 2PM.

## A

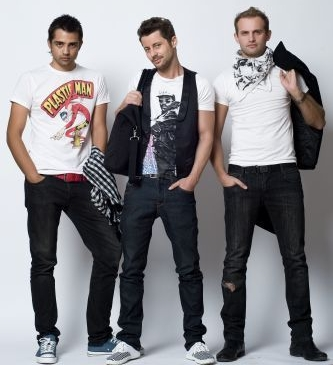
Akcent.
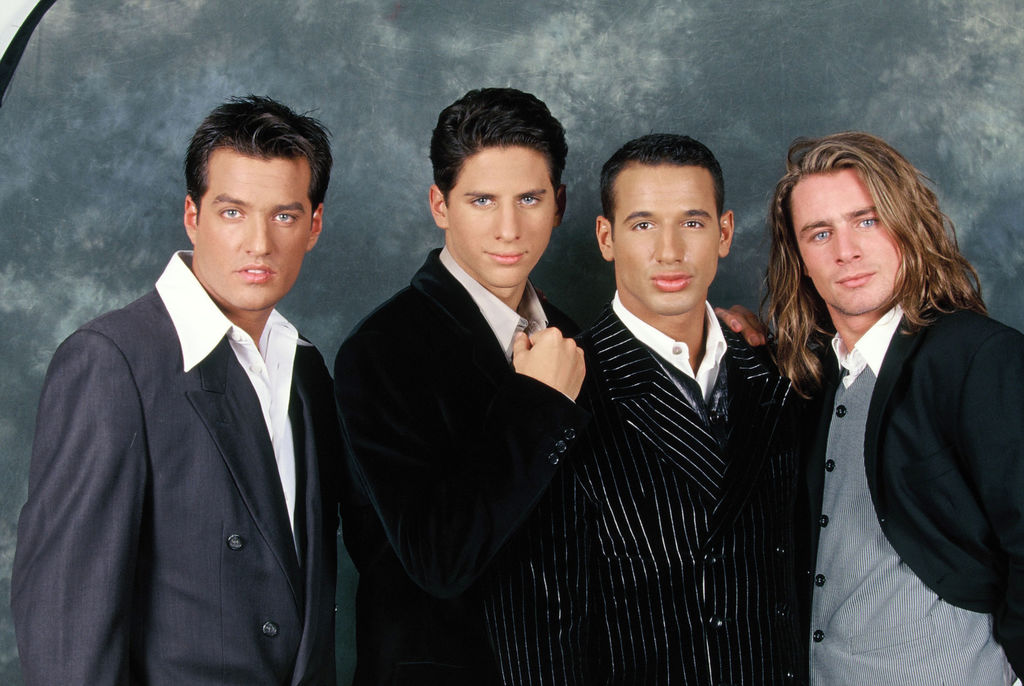
Alliage.
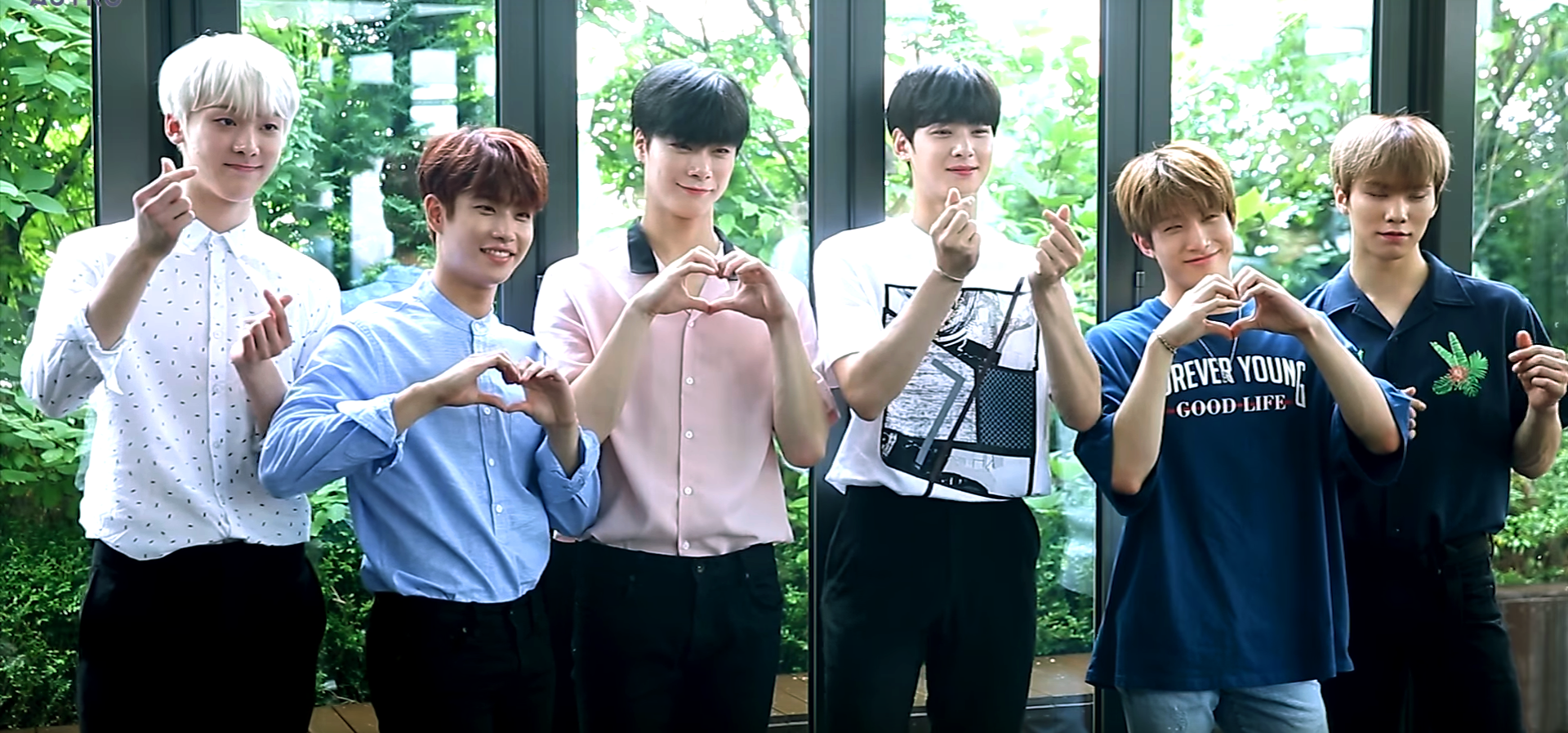
Astro.

| A1                   | Royaume-Uni / Norvège |
| Akcent               | Roumanie              |
| Alliage,             | France                |
| AlphaBat             | Corée du Sud          |
| Another Bad Creation | États-Unis            |
| Arashi,              | Japon                 |
| ARrC                 | Corée du Sud          |
| Astro                | Corée du Sud          |
| Ateez                | Corée du Sud          |
| ATL                  | États-Unis            |
| Avenue               | Royaume-Uni           |

Début de page
- Akcent.
- Alliage.
- Astro.

## B
| B1A4                   | Corée du Sud |
| B2K                    | États-Unis   |
| B3                     | États-Unis   |
| B.A.P                  | Corée du Sud |
| Backstreet Boys,       | États-Unis   |
| Bastarz                | Corée du Sud |
| Beast (ou Highlight)   | Corée du Sud |
| BigBang,               | Corée du Sud |
| Big Fun                | Royaume-Uni  |
| Big Time Rush          | États-Unis   |
| Blackstreet            | États-Unis   |
| Block B                | Corée du Sud |
| Blue                   | Royaume-Uni  |
| Boyfriend              | Corée du Sud |
| Boys Republic          | Corée du Sud |
| The Boys               | États-Unis   |
| The Boyz               | Corée du Sud |
| Boyz II Men            | États-Unis   |
| Boyzone,               | Irlande      |
| Bros                   | Royaume-Uni  |
| Brother Beyond         | Royaume-Uni  |
| Brown Eyed Soul        | Corée du Sud |
| BTOB                   | Corée du Sud |
| BTS (ou Bangtan Boys), | Corée du Sud |

Début de page

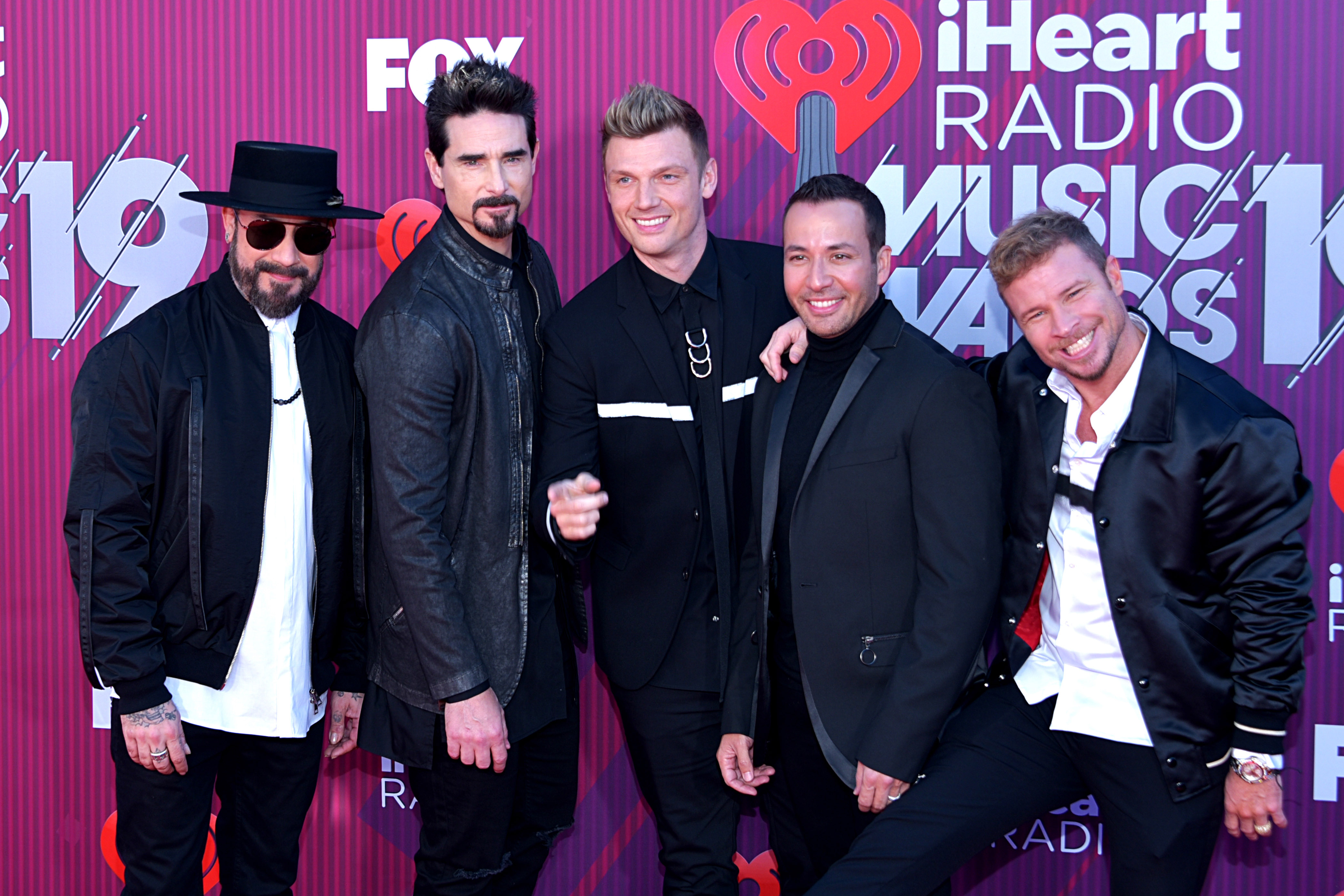
Backstreet Boys.
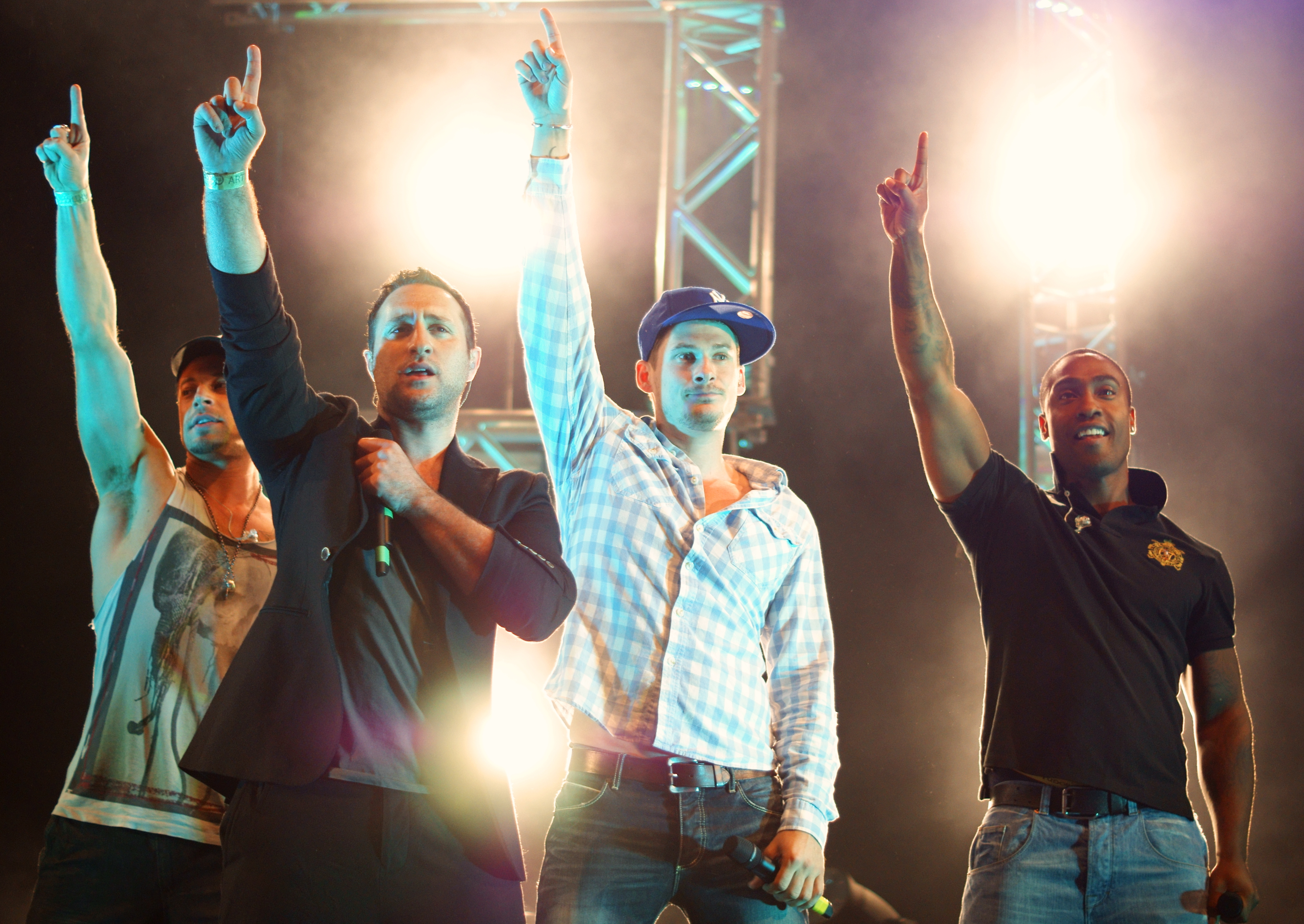
Blue.
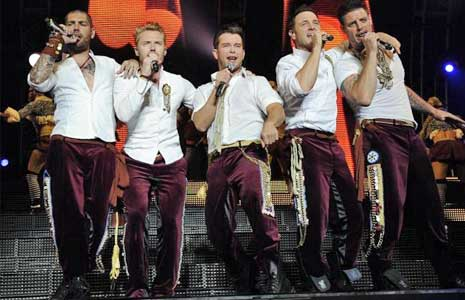
Boyzone.
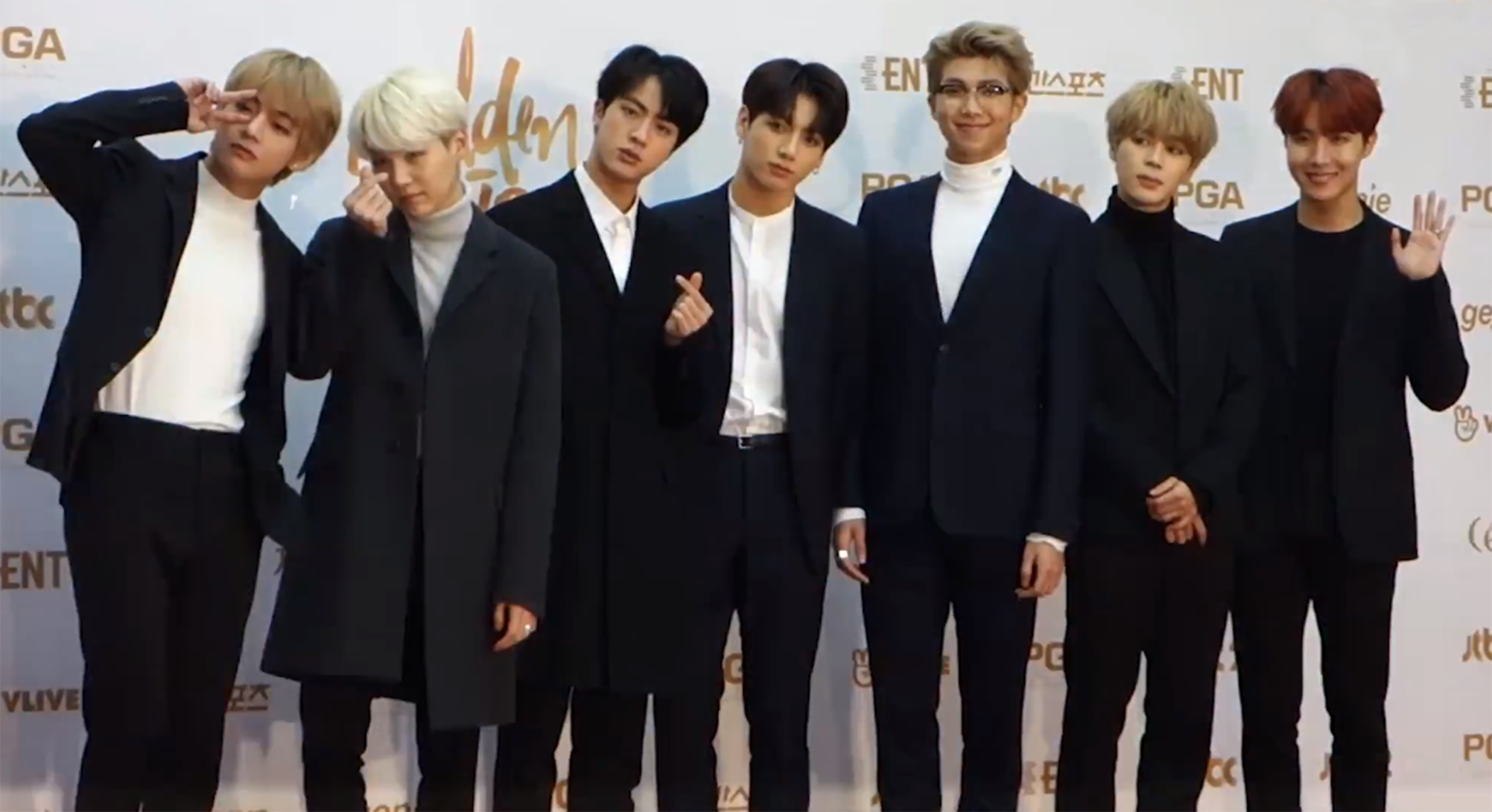
BTS.

## C

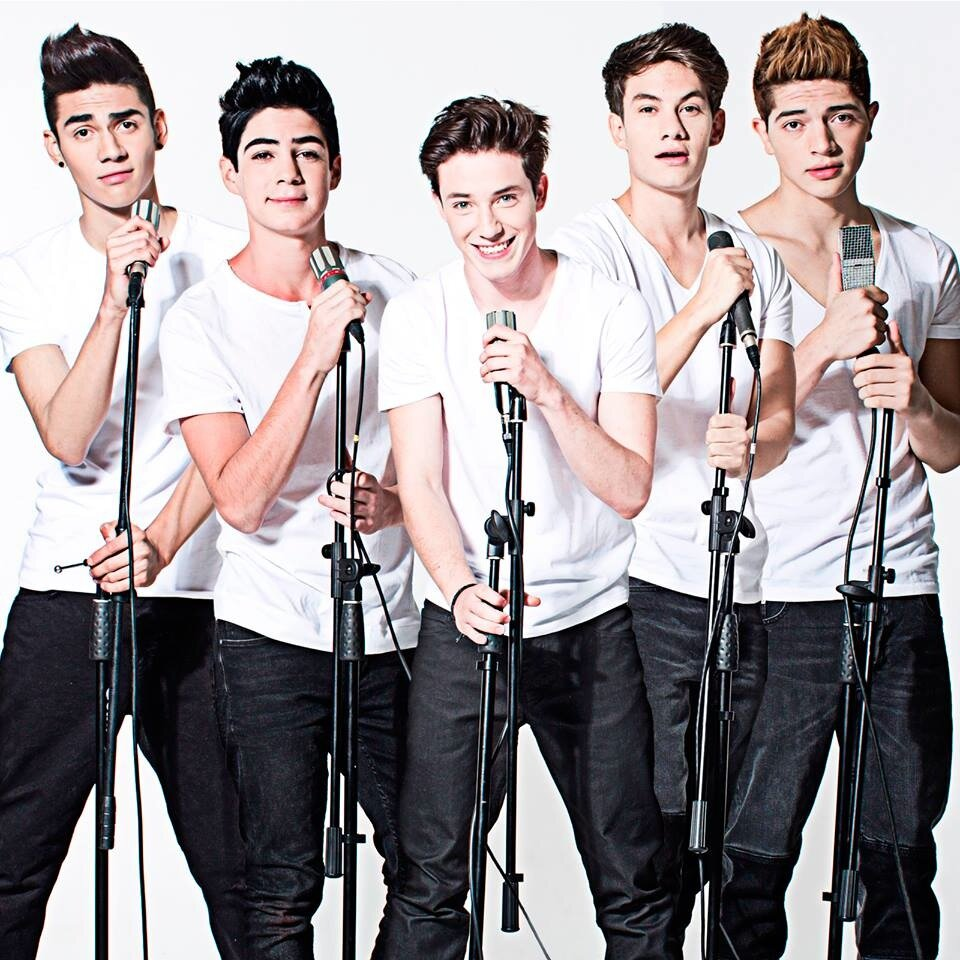
CD9.
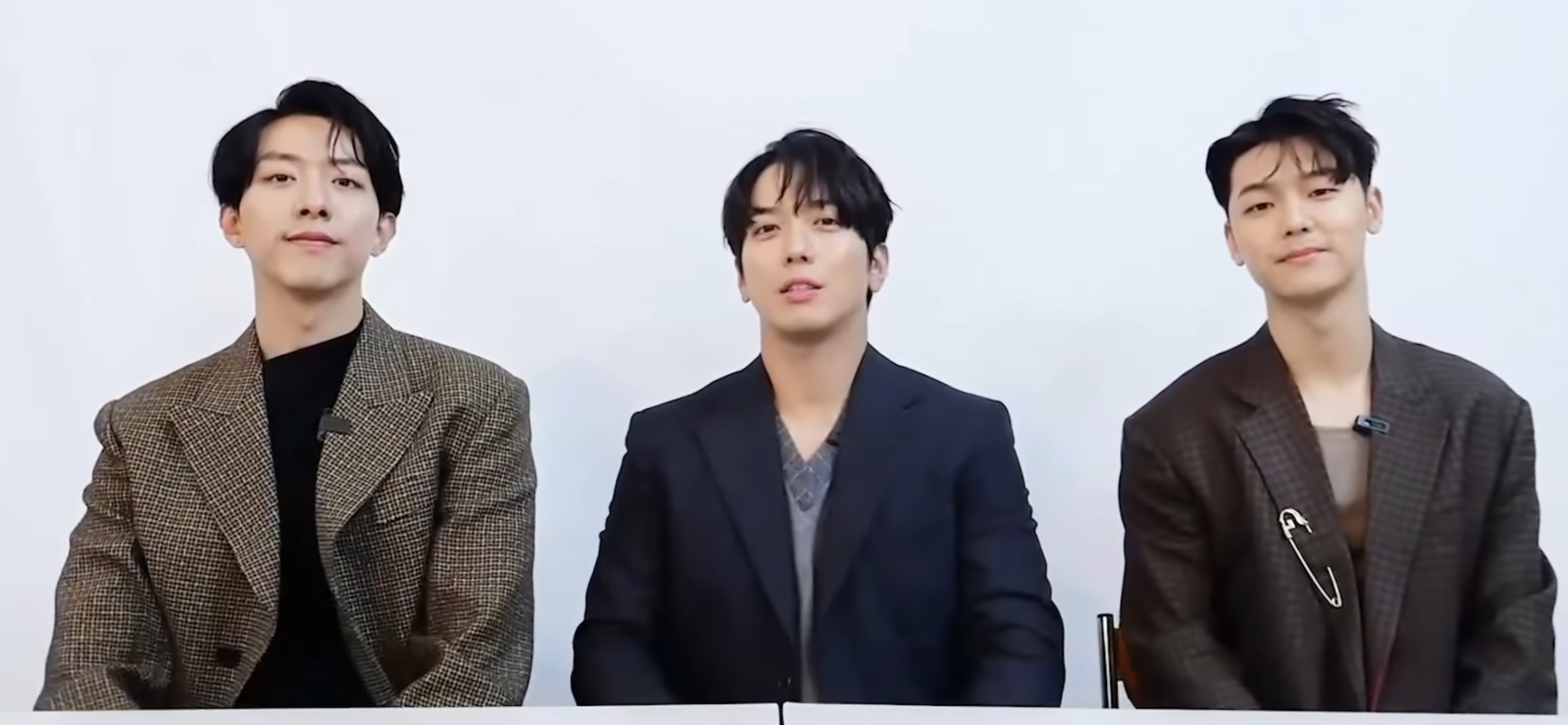
CN Blue.

| Die Cappuccinos | Allemagne    |
| C-Clown         | Corée du Sud |
| CD9             | Mexique      |
| Los Chamos      | Venezuela    |
| Chemistry       | Japon        |
| CN Blue         | Corée du Sud |
| CNCO            | États-Unis   |
| Coboy Junior    | Indonésie    |
| Collabro        | Royaume-Uni  |

Début de page
- CD9.
- CN Blue.

## D

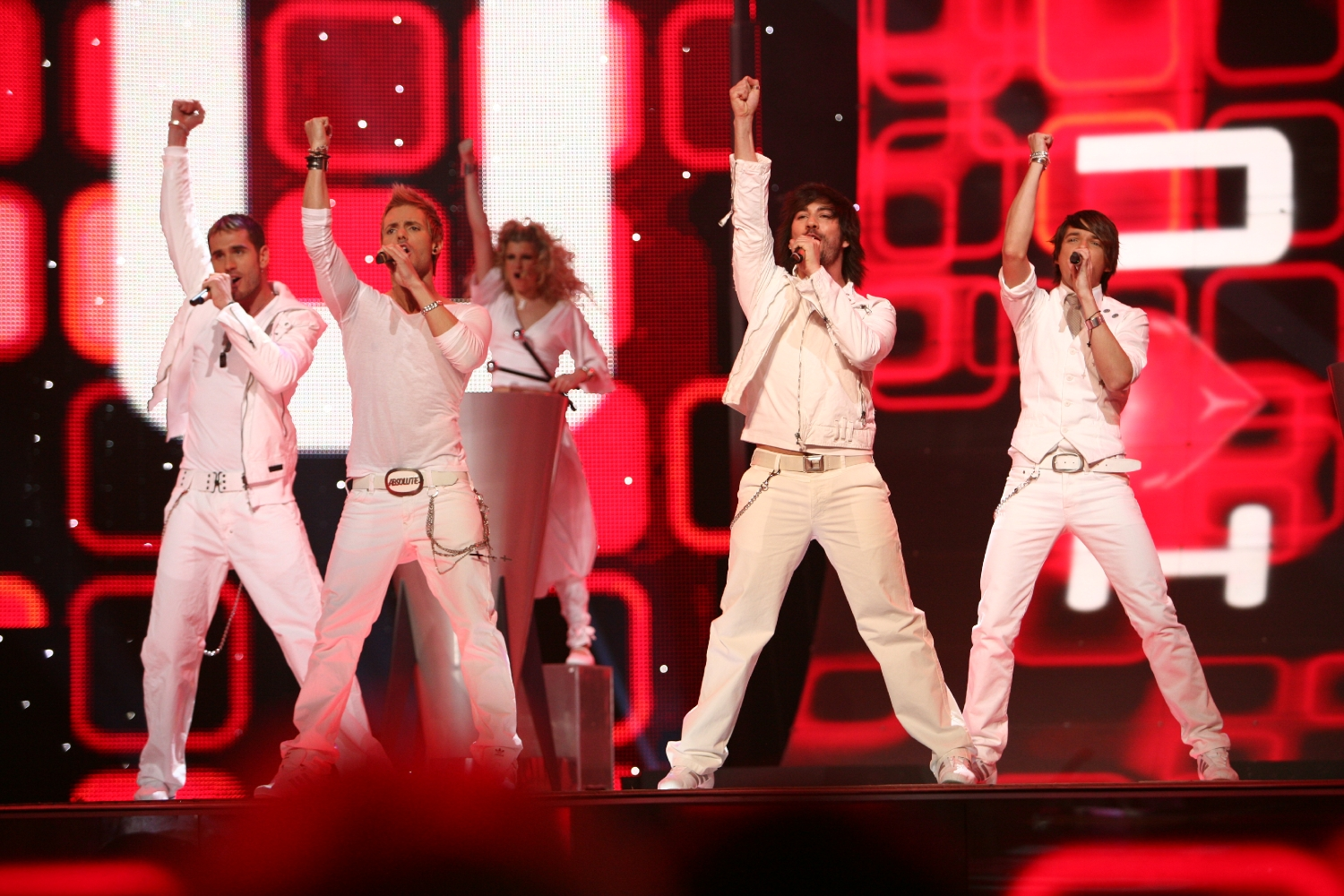
D'Nash.
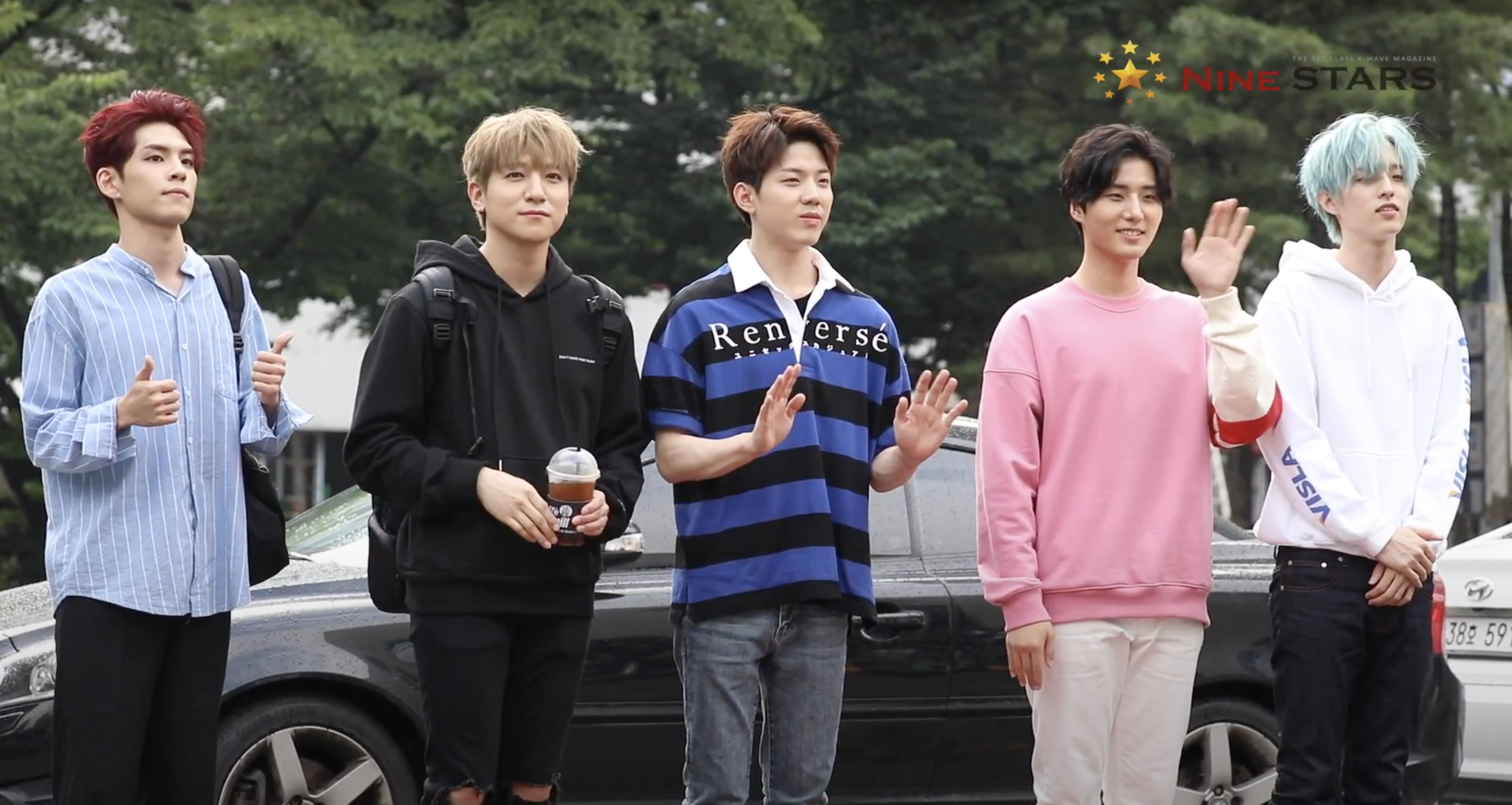
Day6.

| D-Date       | Japon        |
| D'Nash       | Espagne      |
| Da Pump      | Japon        |
| Day6         | Corée du Sud |
| Day26        | États-Unis   |
| Dish         | Japon        |
| DLG          | États-Unis   |
| Dream Street | États-Unis   |

Début de page
- D'Nash.
- Day6.

## E
| East 17 | Royaume-Uni          |
| EMD     | Suède                |
| ENHYPEN | Corée du Sud         |
| Exile   | Japon                |
| EXO,    | Corée du Sud / Chine |
| EXO-K   | Corée du Sud         |
| EXO-M   | Corée du Sud / Chine |

Début de page

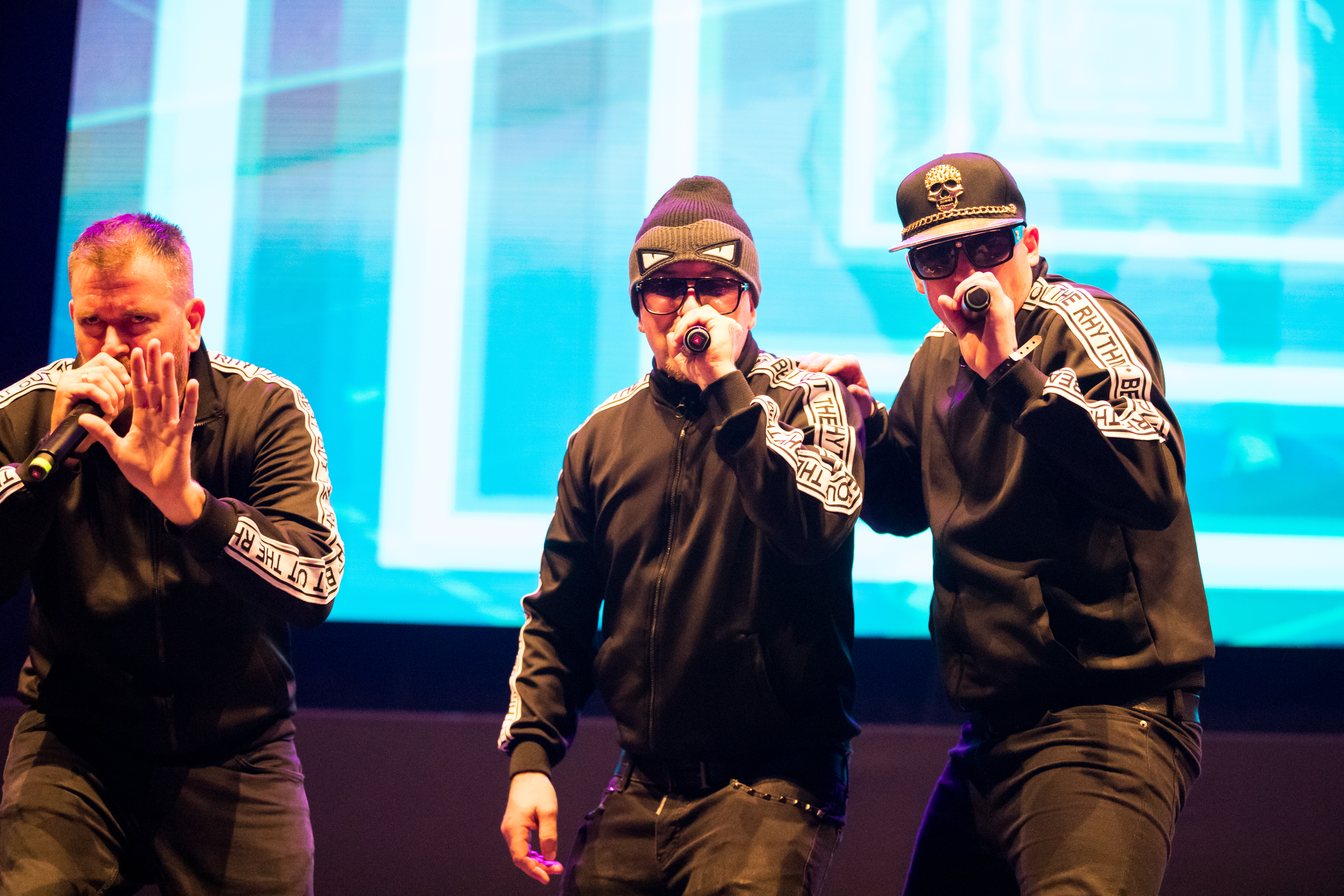
East 17.
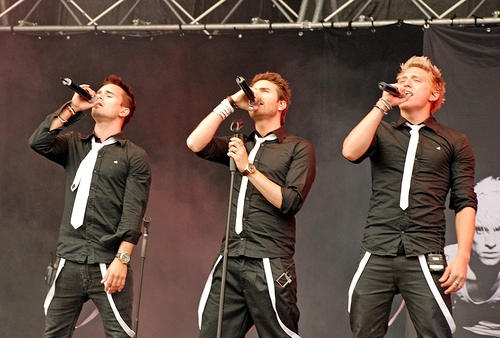
EMD.
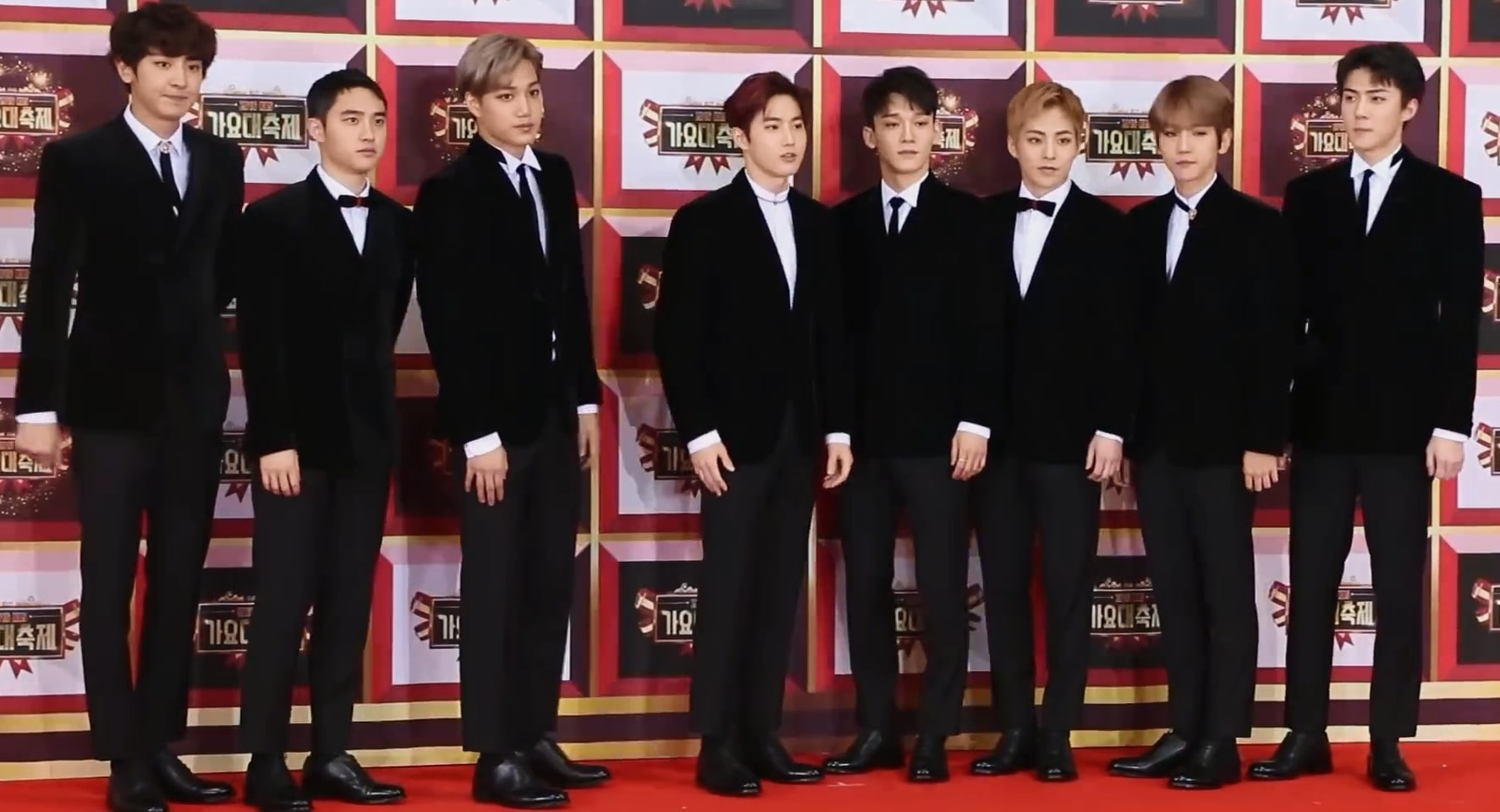
EXO.

## F
| Fahrenheit  | Taïwan      |
| Feuerherz   | Allemagne   |
| Five        | Royaume-Uni |
| Four Leaves | Japon       |

Début de page

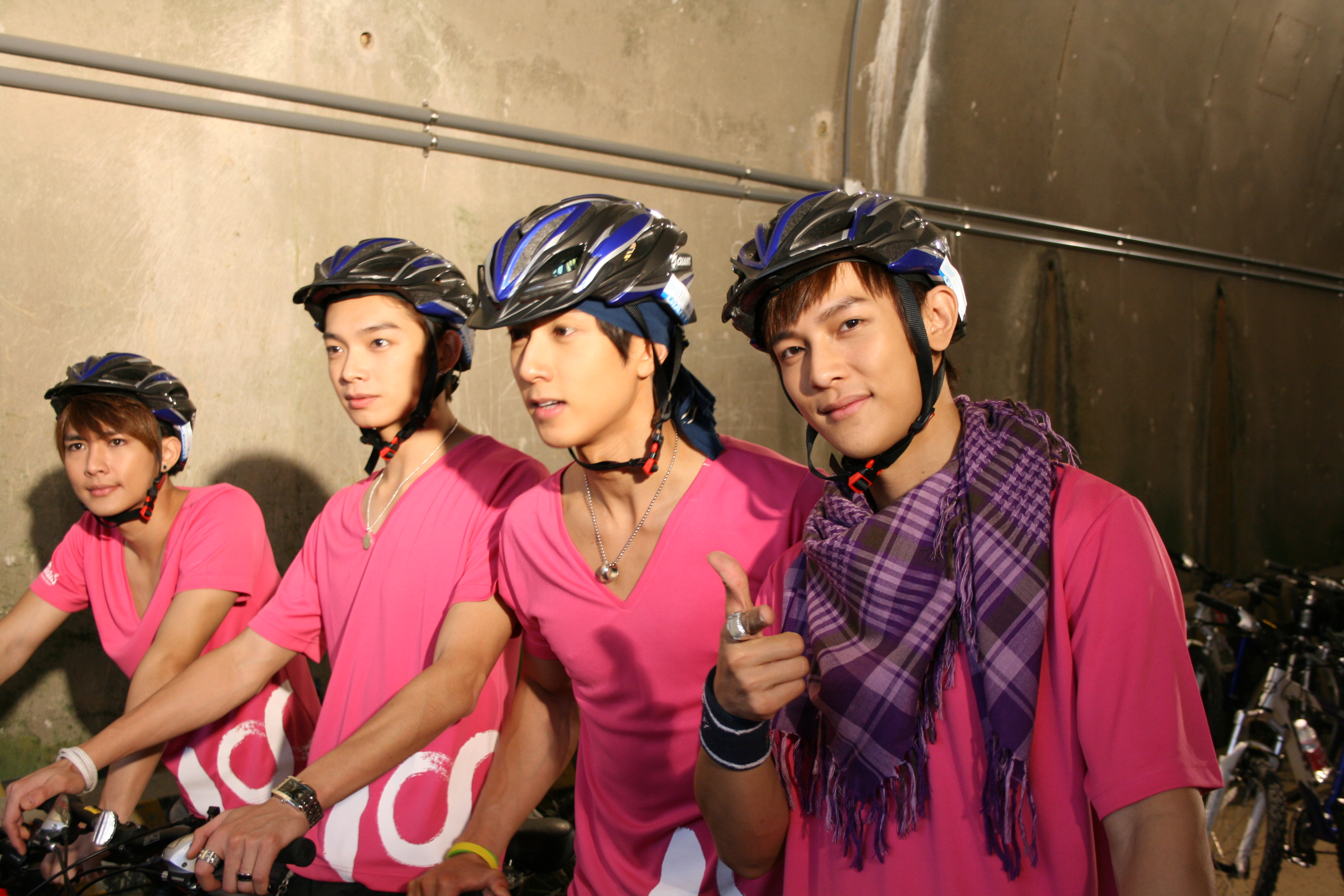
Fahrenheit.
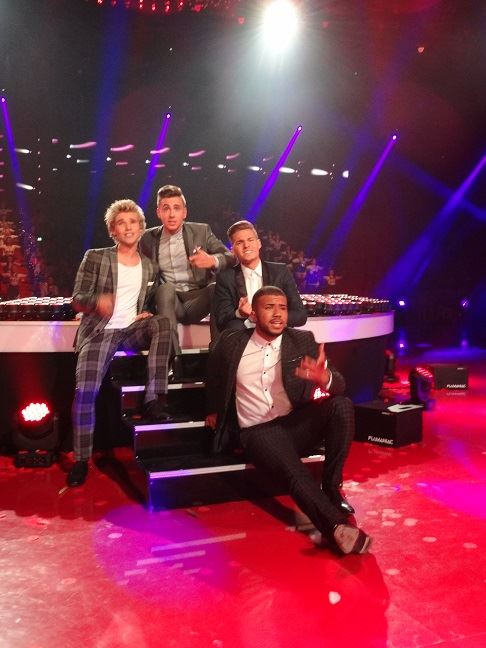
Feuerherz.

## G
| G4        | Royaume-Uni  |
| Git Fresh | États-Unis   |
| Got7,     | Corée du Sud |
| G-Squad,  | France       |

Début de page

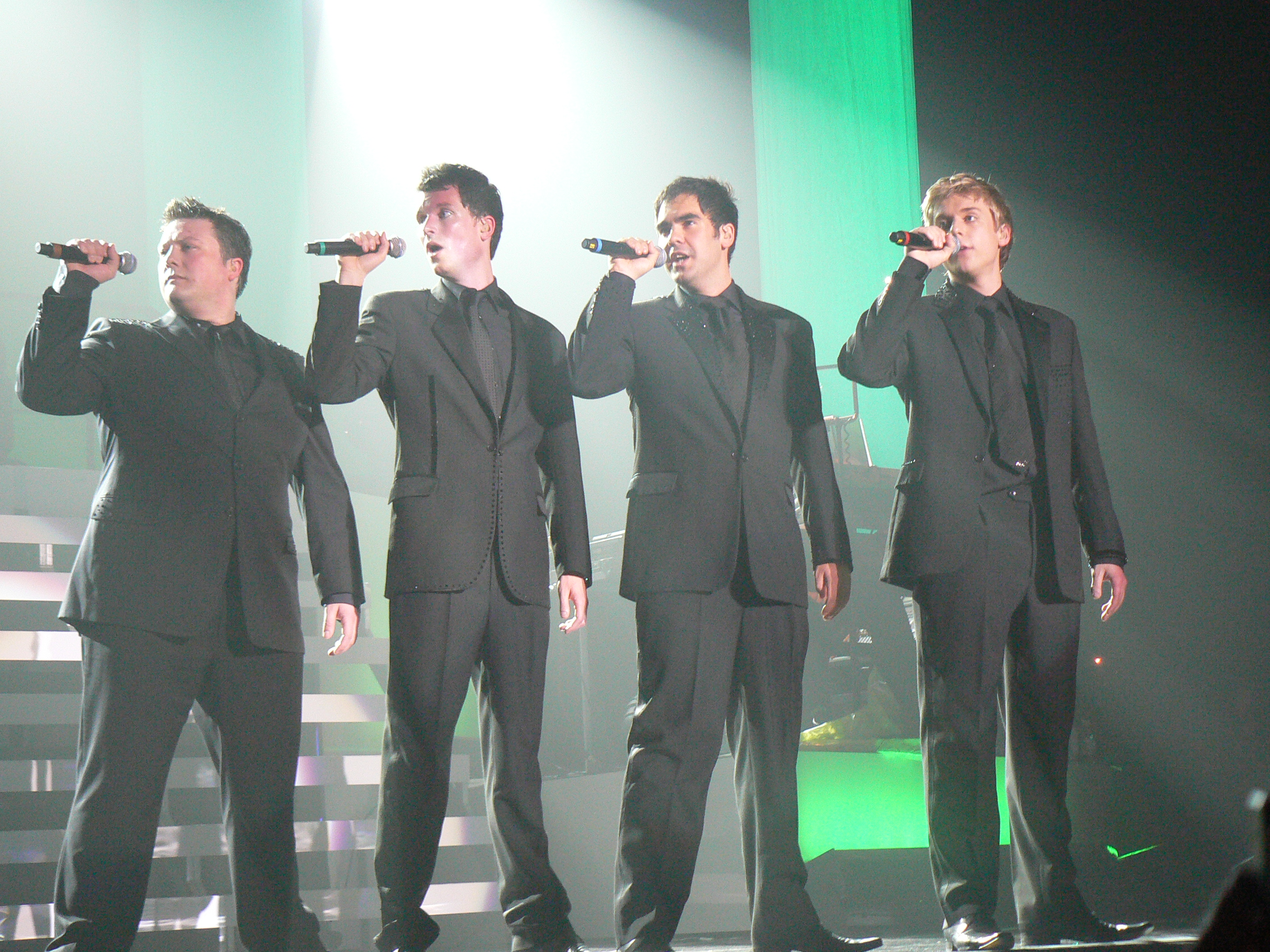
G4.
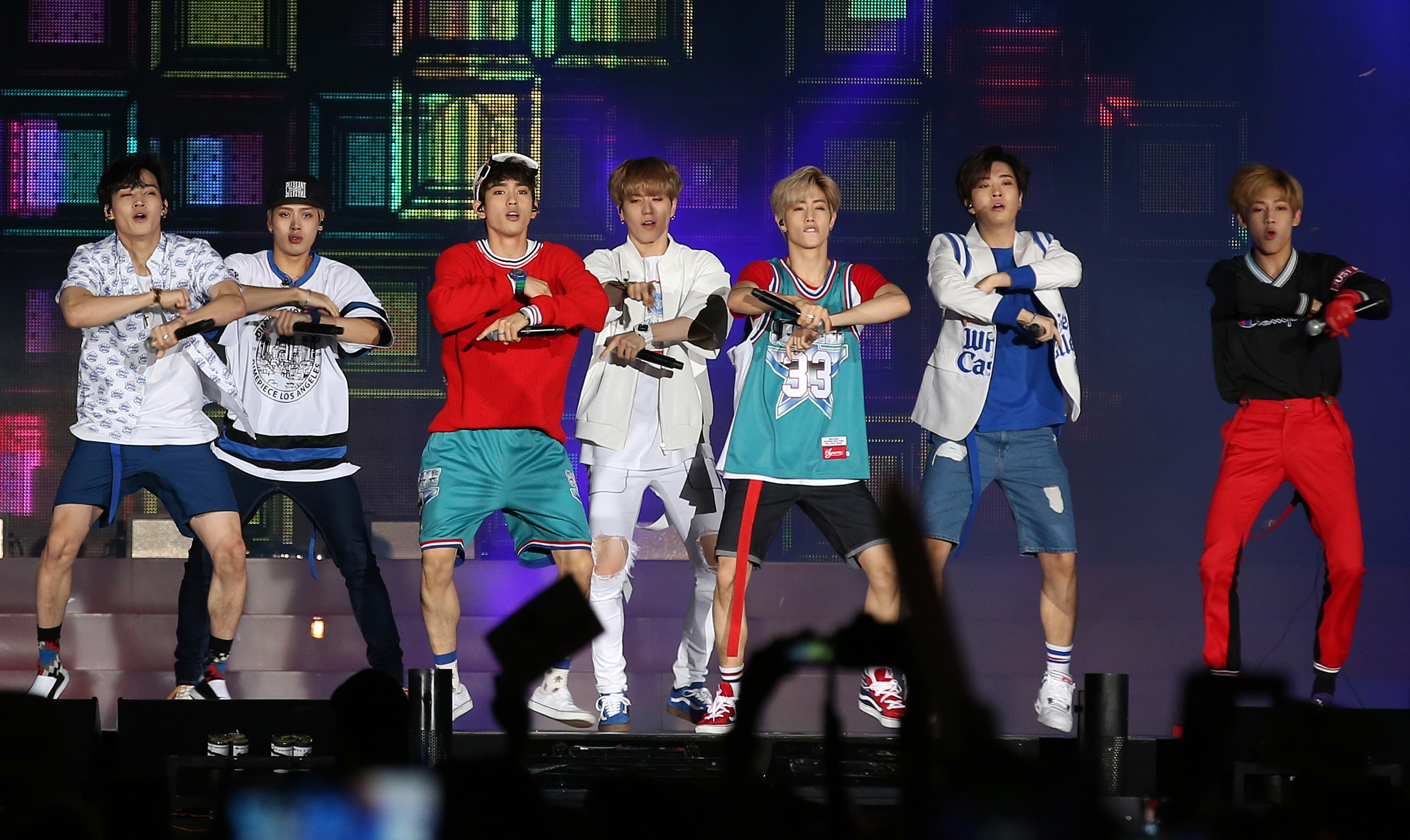
Got7.

## H

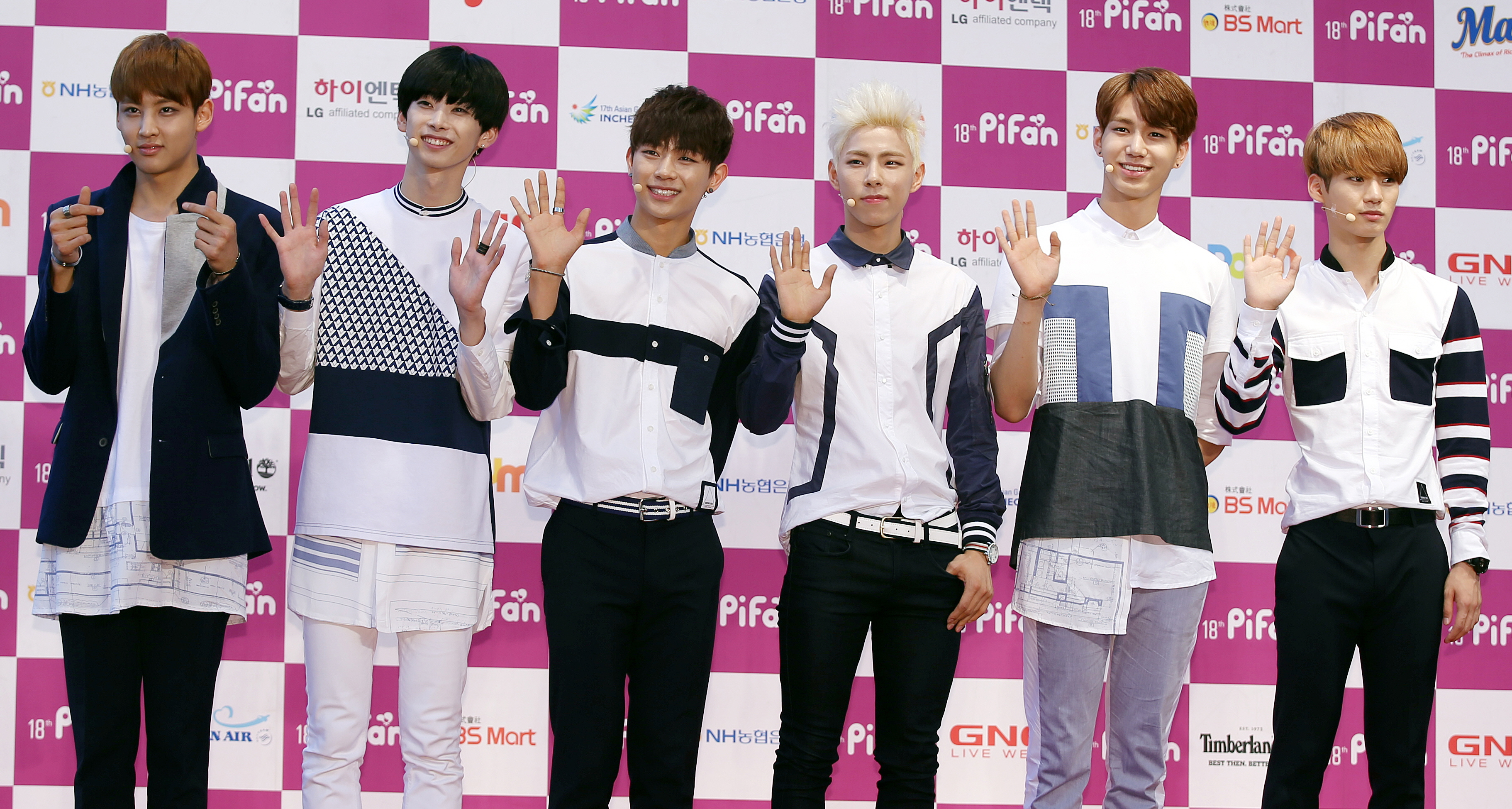
Halo.

| Halo           | Corée du Sud |
| Happa-tai      | Japon        |
| HeartB         | Corée du Sud |
| Herreys        | Suède        |
| Hey! Say! JUMP | Japon        |
| High4          | Corée du Sud |
| Hikaru GENJI   | Japon        |
| History        | Corée du Sud |
| H.O.T.,        | Corée du Sud |

Début de page
- Halo.

## I

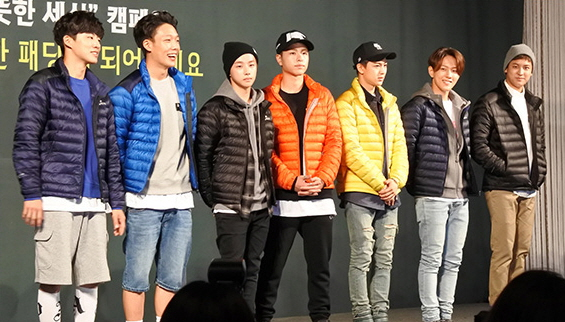
iKon.
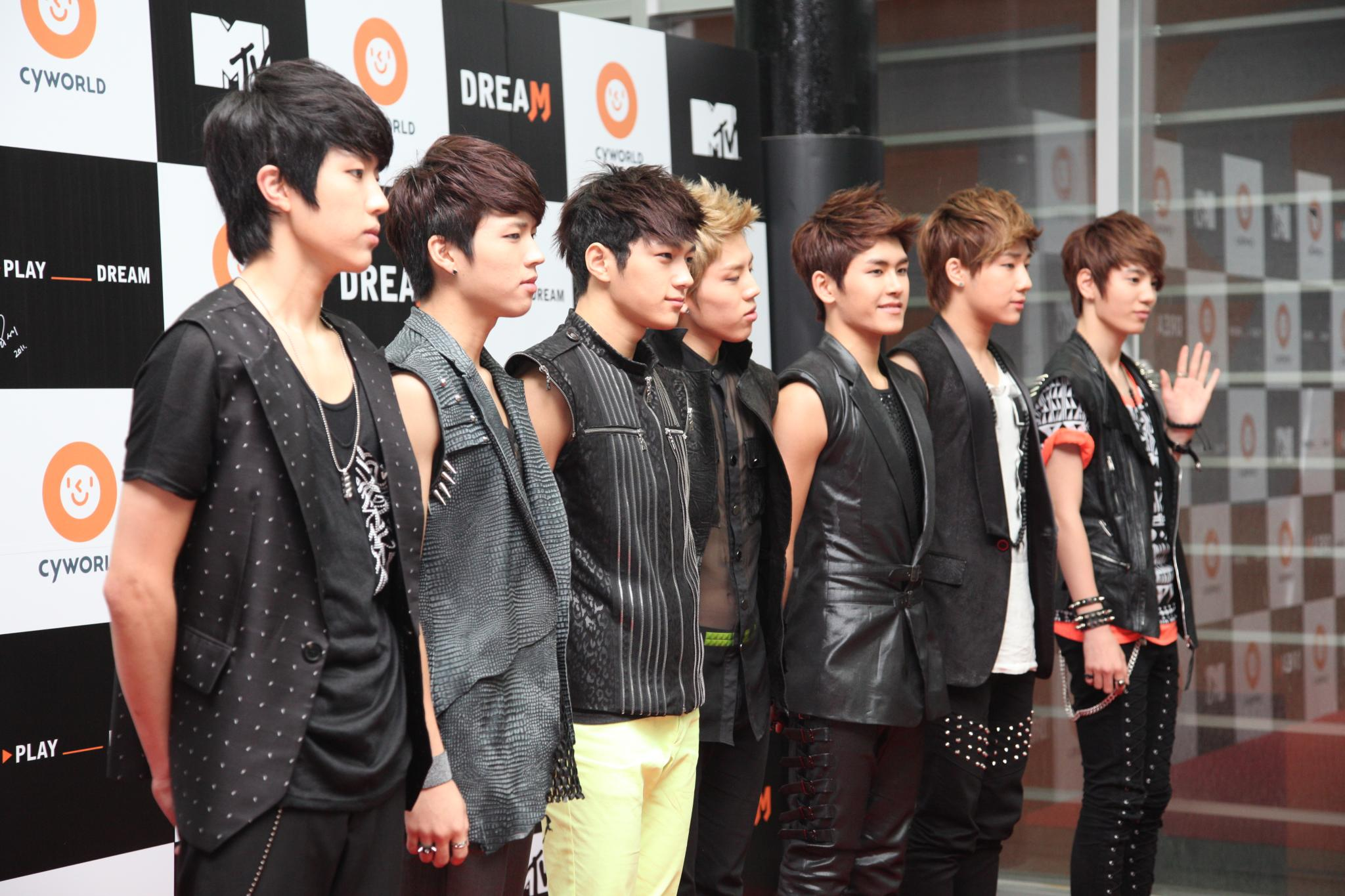
Infinite.

| iKon               | Corée du Sud |
| Imfact             | Corée du Sud |
| In2It              | Corée du Sud |
| Indecent Obsession | Australie    |
| Infinite,          | Corée du Sud |

Début de page
- iKon.
- Infinite.

## J

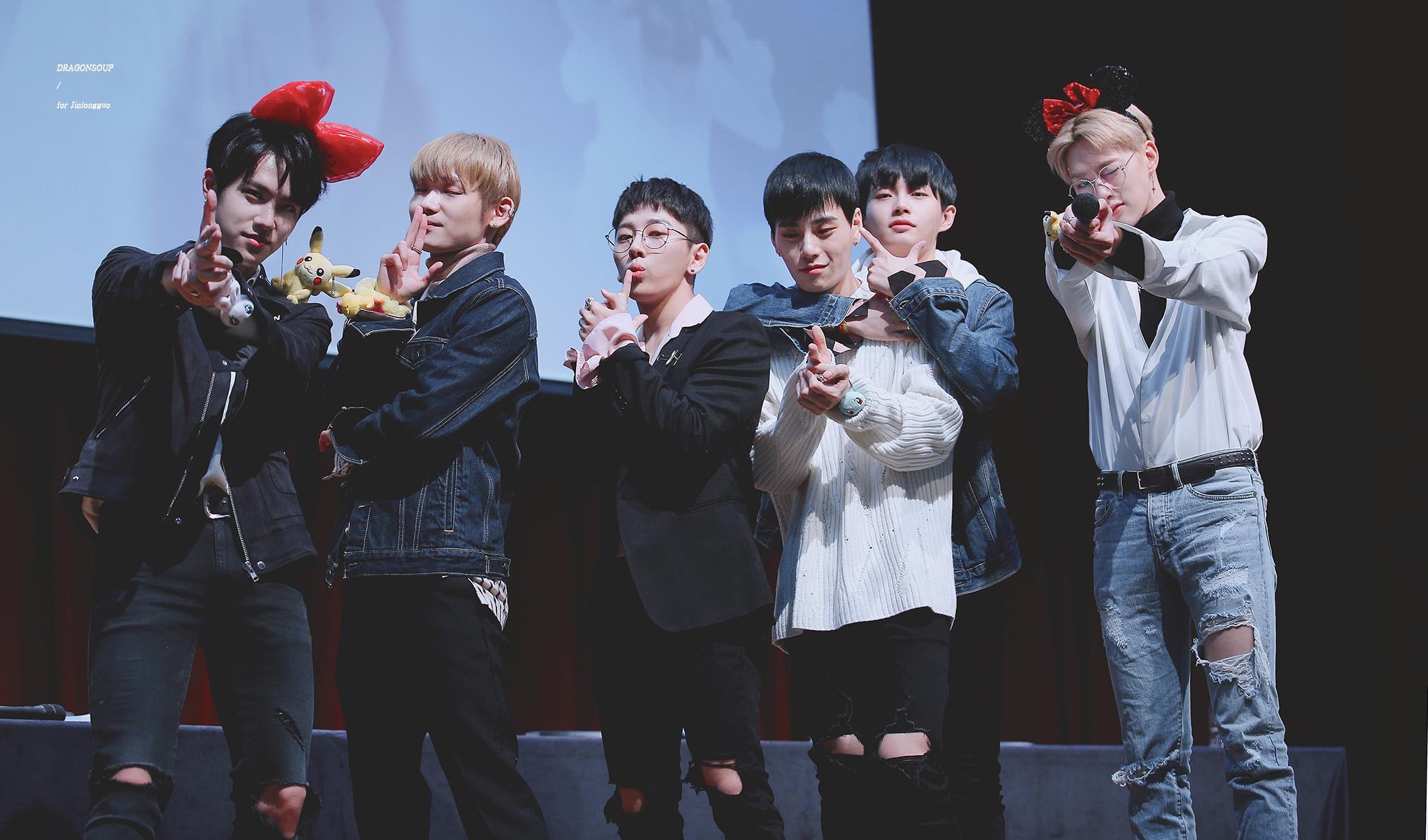
JBJ.
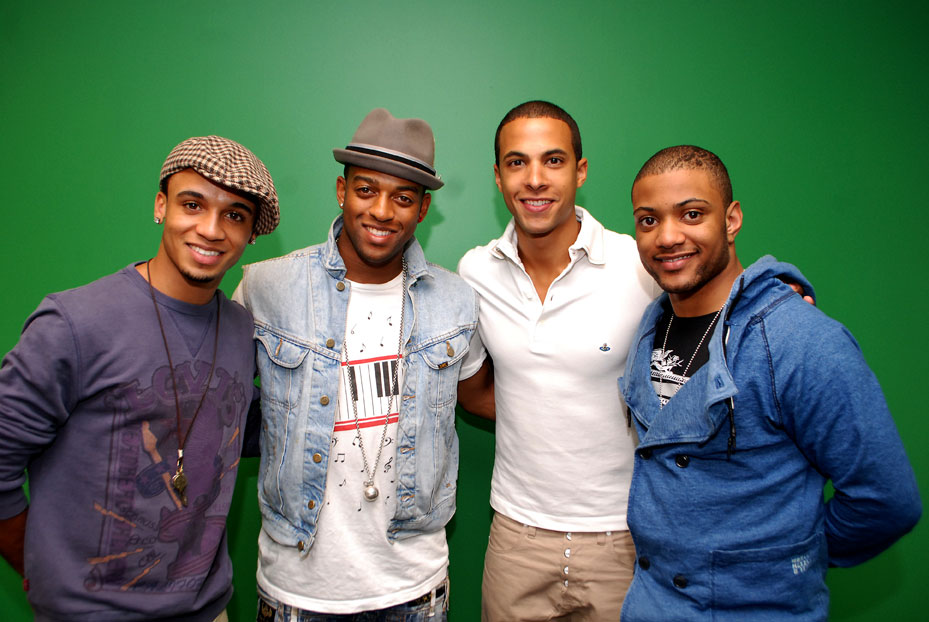
JLS.

| JBJ           | Corée du Sud |
| JLS           | Royaume-Uni  |
| Johnny's WEST | Japon        |
| Johnnys       | Japon        |
| JYJ           | Corée du Sud |

Début de page
- JBJ.
- JLS.

## K

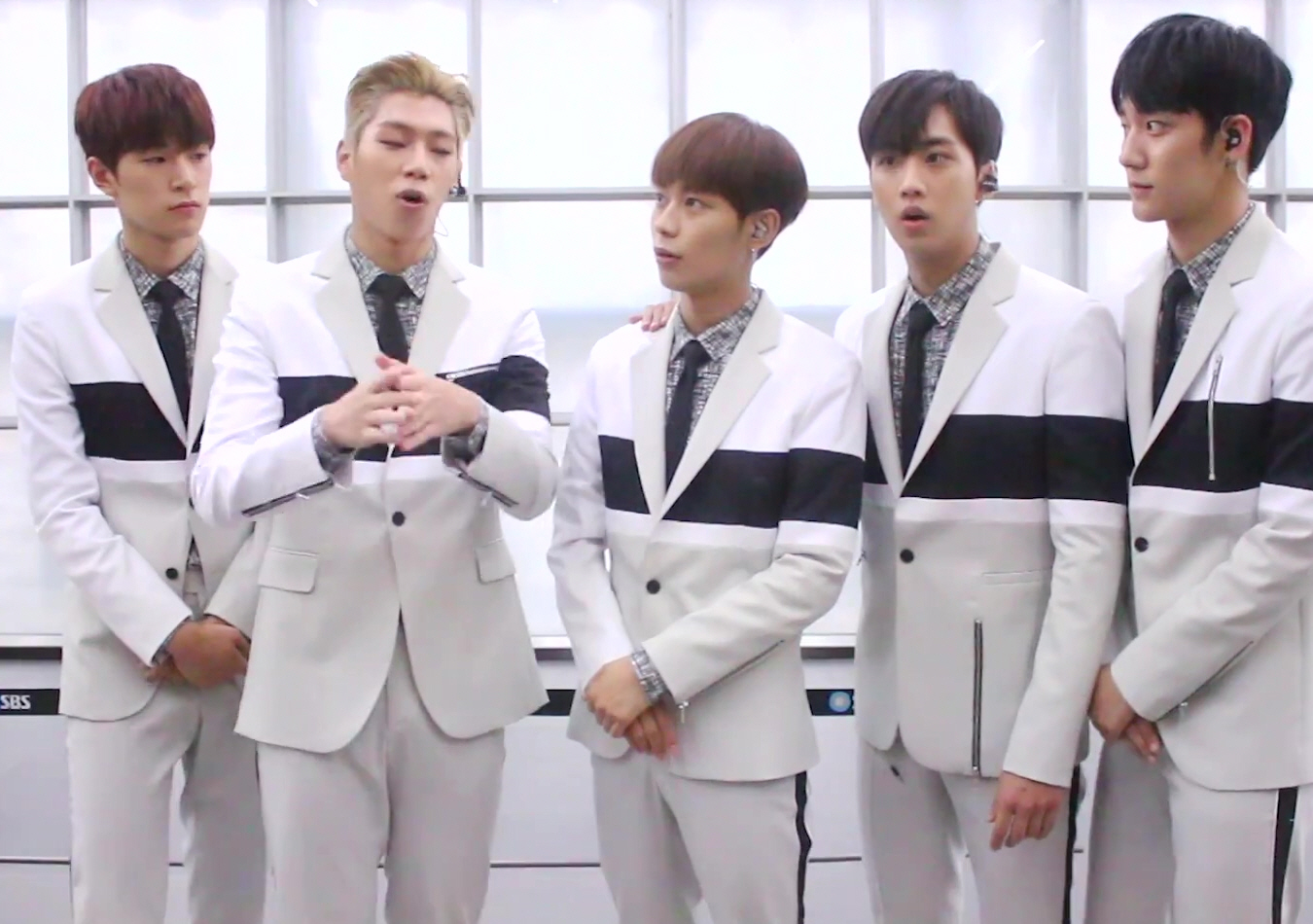
KNK.

| Kazaky     | Ukraine      |
| Kanjani8   | Japon        |
| KAT-TUN,   | Japon        |
| KinKi Kids | Japon        |
| KNK        | Corée du Sud |

Début de page
- KNK.

## L
| LC9          | Corée du Sud |
| Lighthouse X | Danemark     |
| Linkup       | France       |

Début de page

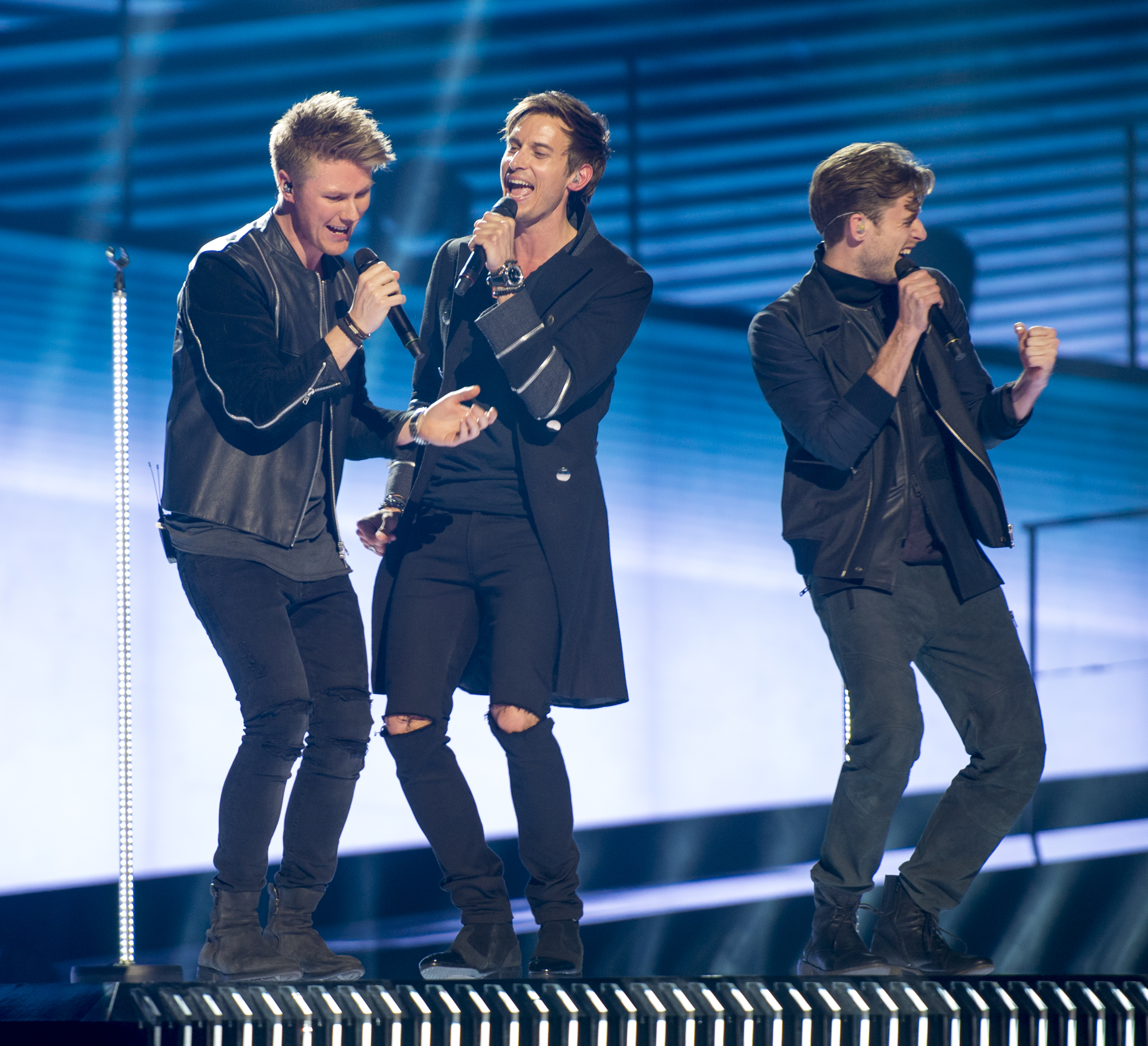
Lighthouse X.

## M
| M&D               | Corée du Sud |
| Madtown           | Corée du Sud |
| MBLAQ             | Corée du Sud |
| M.I.B             | Corée du Sud |
| Mindless Behavior | États-Unis   |
| MN8               | Royaume-Uni  |
| Monsta X,         | Corée du Sud |

Début de page

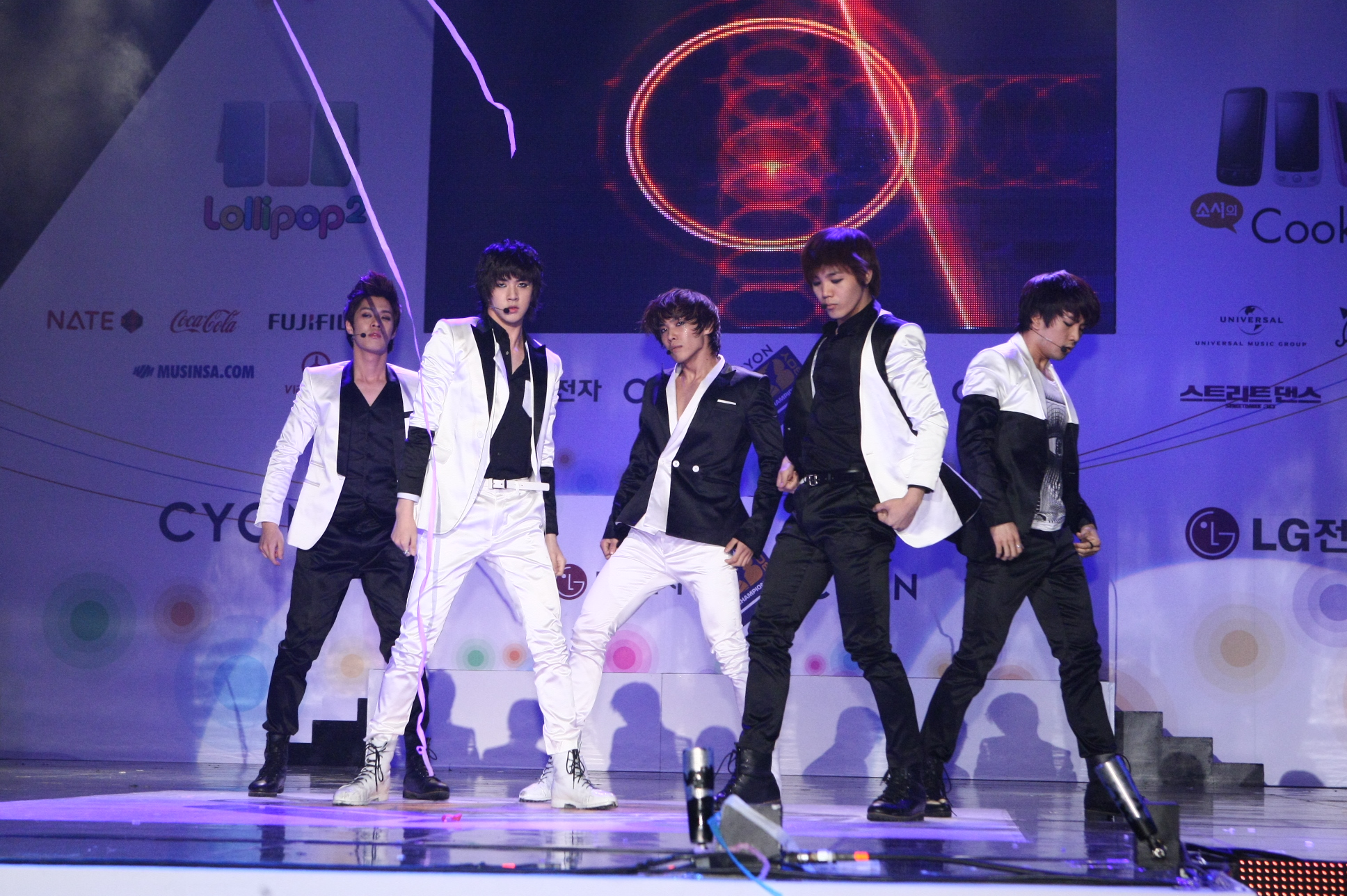
MBLAQ.
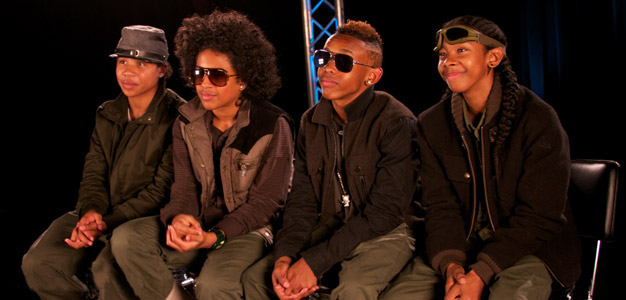
Mindless Behavior.
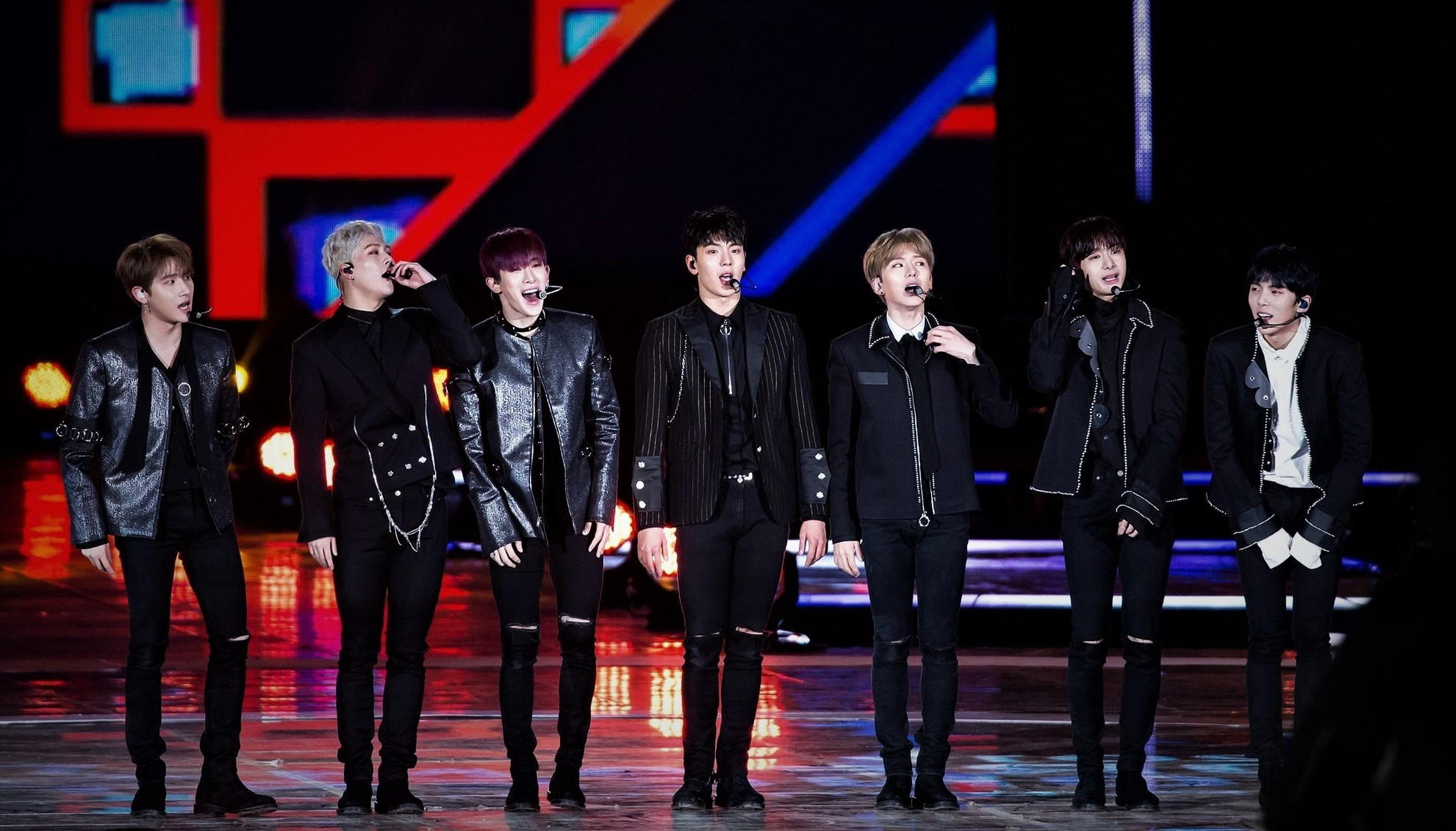
Monsta X.

## N
| NCT,                   | Corée du Sud |
| New Edition            | États-Unis   |
| New Kids on the Block, | États-Unis   |
| NEWS,                  | Japon        |
| NSYNC                  | États-Unis   |
| NU'EST                 | Corée du Sud |

Début de page

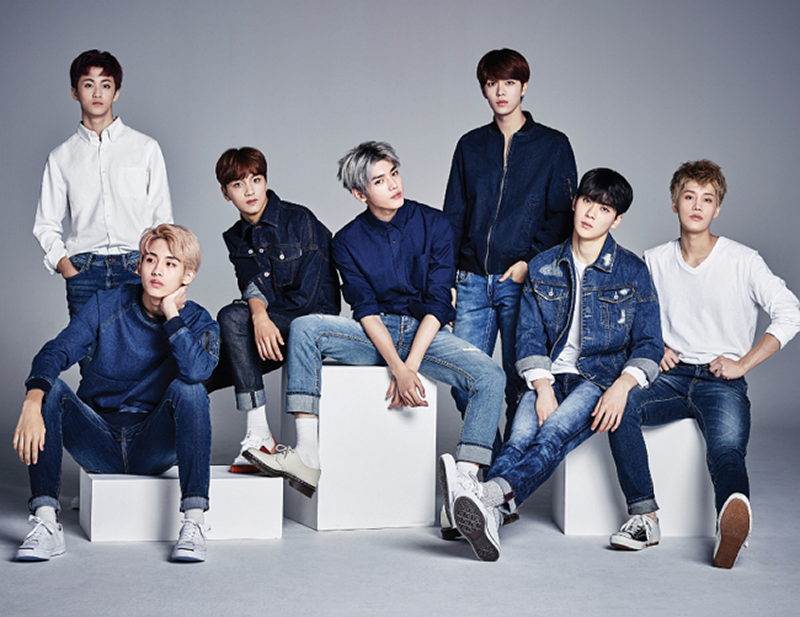
NCT.
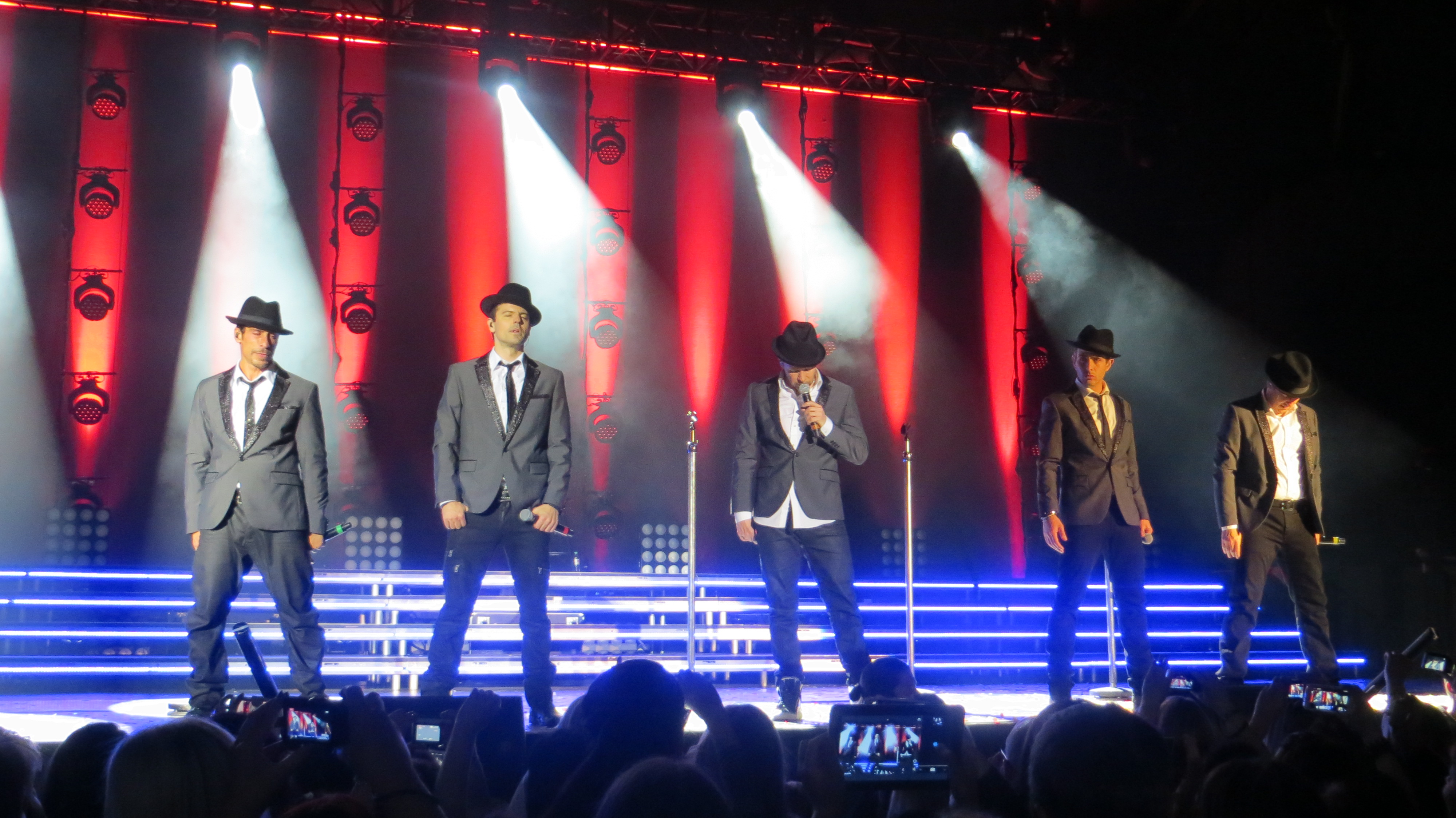
New Kids on the Block.
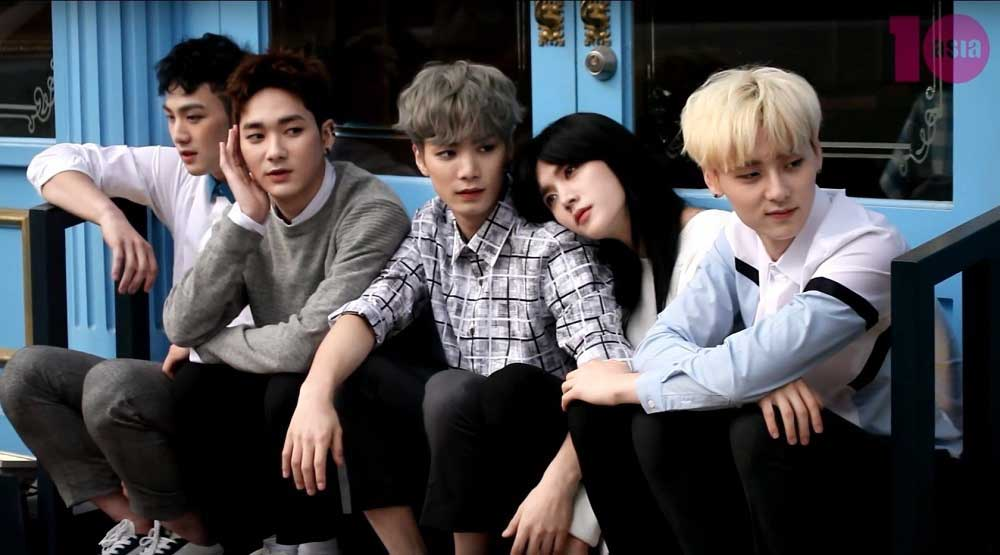
NU'EST.

## O

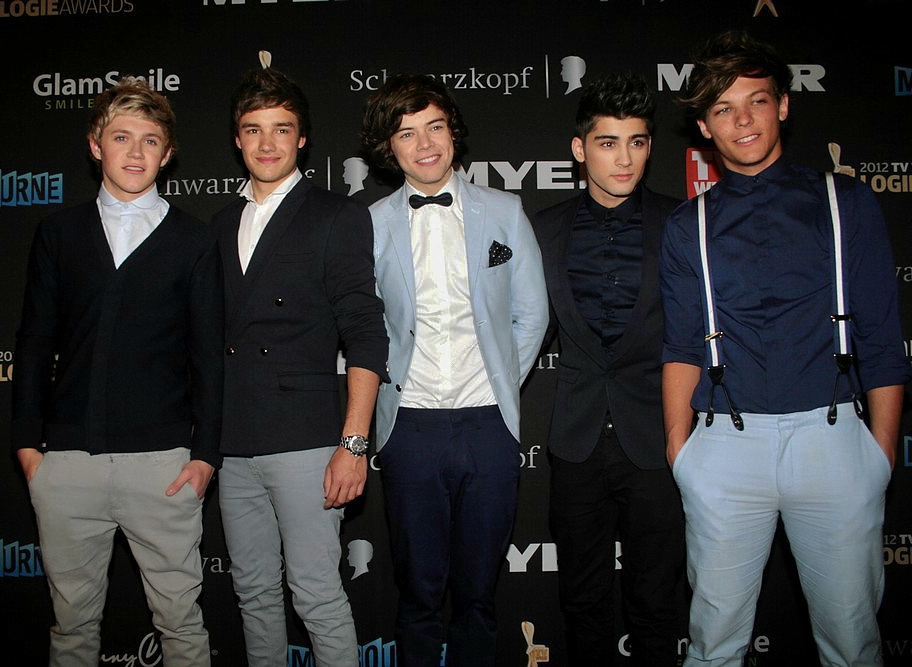
One Direction.

| ONE            | Chypre / Grèce        |
| One Direction, | Royaume-Uni / Irlande |
| One Way        | Corée du Sud          |
| Overground     | Allemagne             |

Début de page
- One Direction.

## P

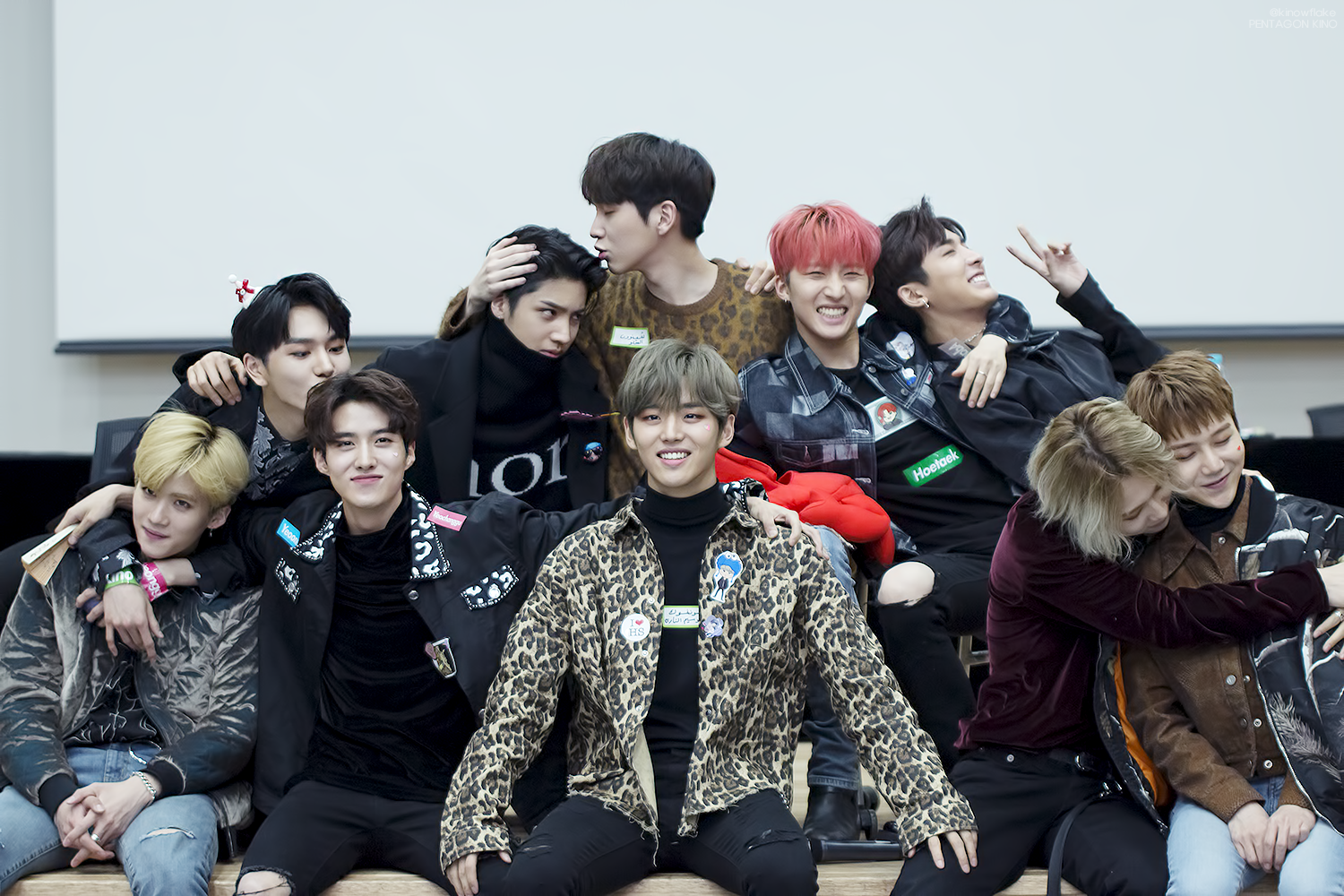
Pentagon.
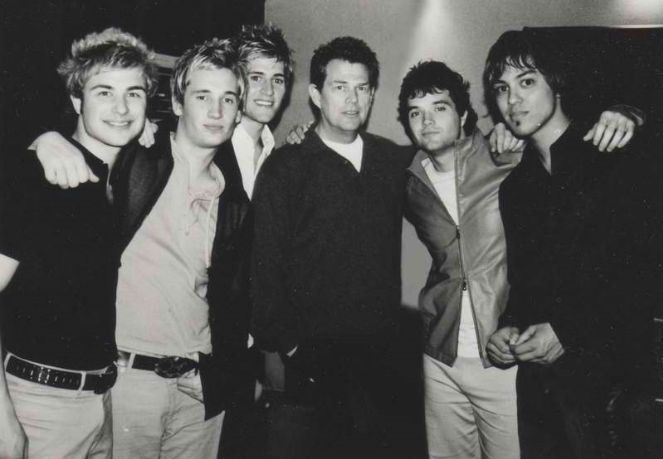
Plus One.

| Paran        | Corée du Sud |
| Pentagon     | Corée du Sud |
| +Plus        | Japon        |
| Plus One     | États-Unis   |
| Poetic Lover | France       |
| Les Poppys   | France       |

Début de page
- Pentagon.
- Plus One.

## R
| Rixton   | Royaume-Uni  |
| Romeo    | Corée du Sud |
| The Rose | Corée du Sud |

Début de page

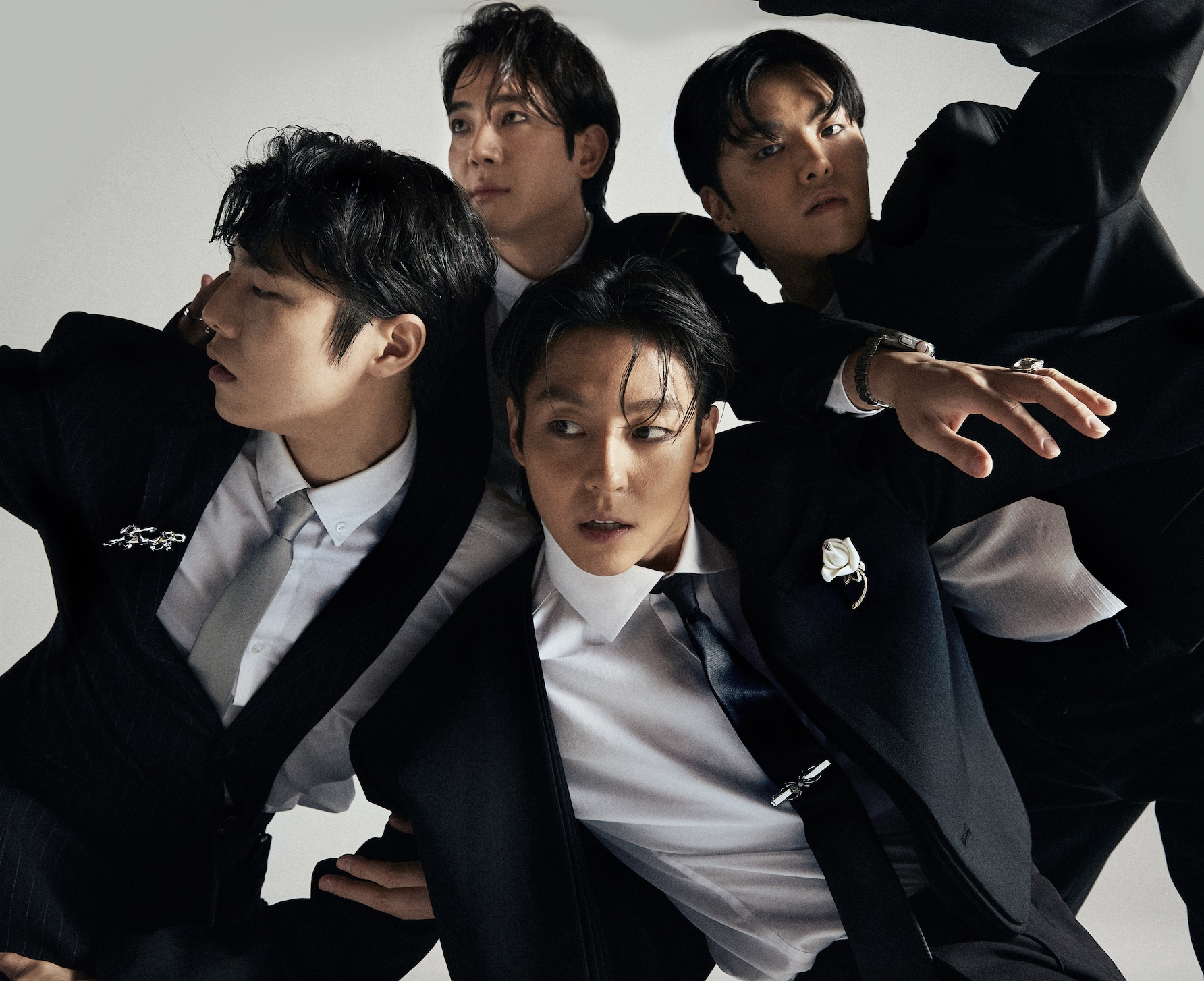
The Rose.

## S

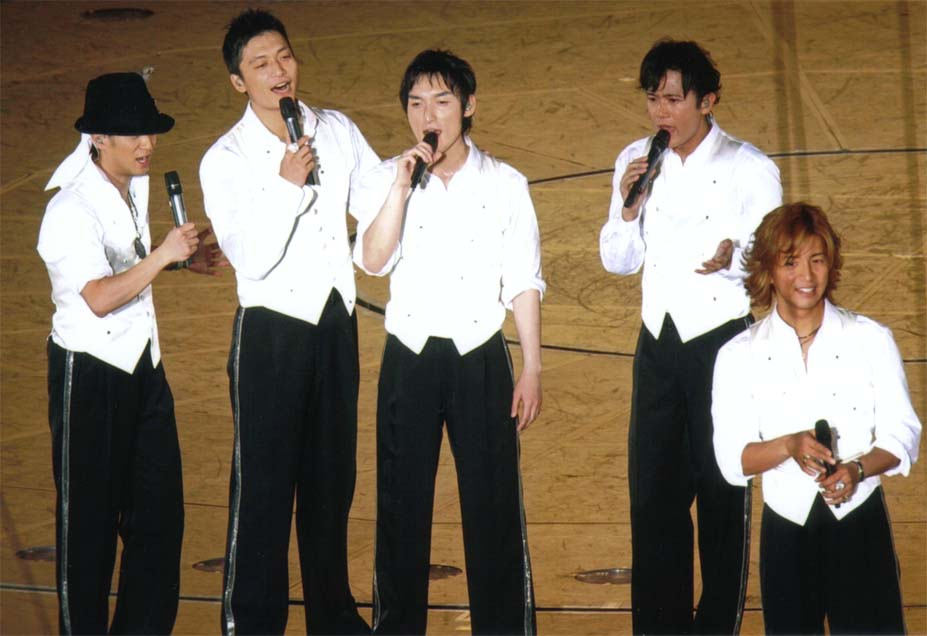
SMAP.
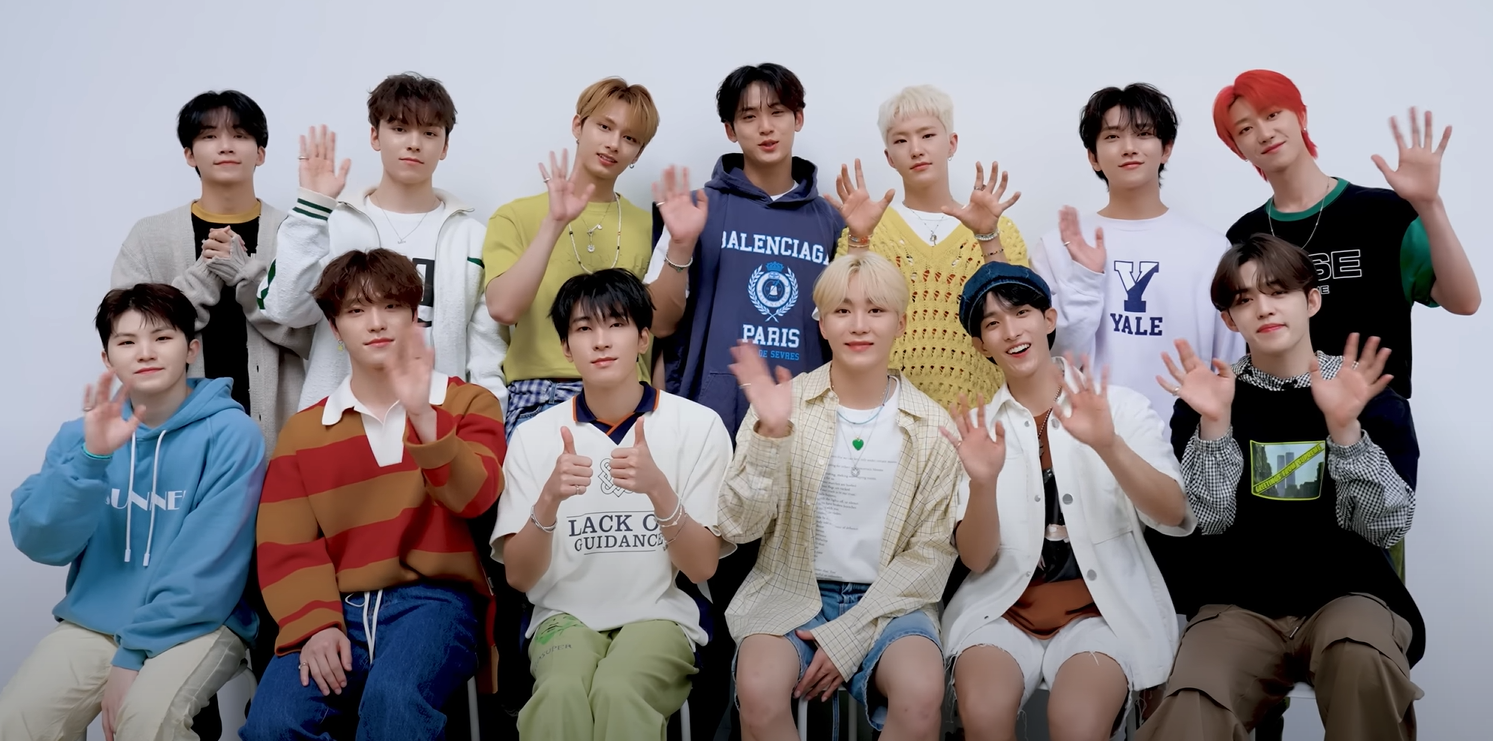
Seventeen.
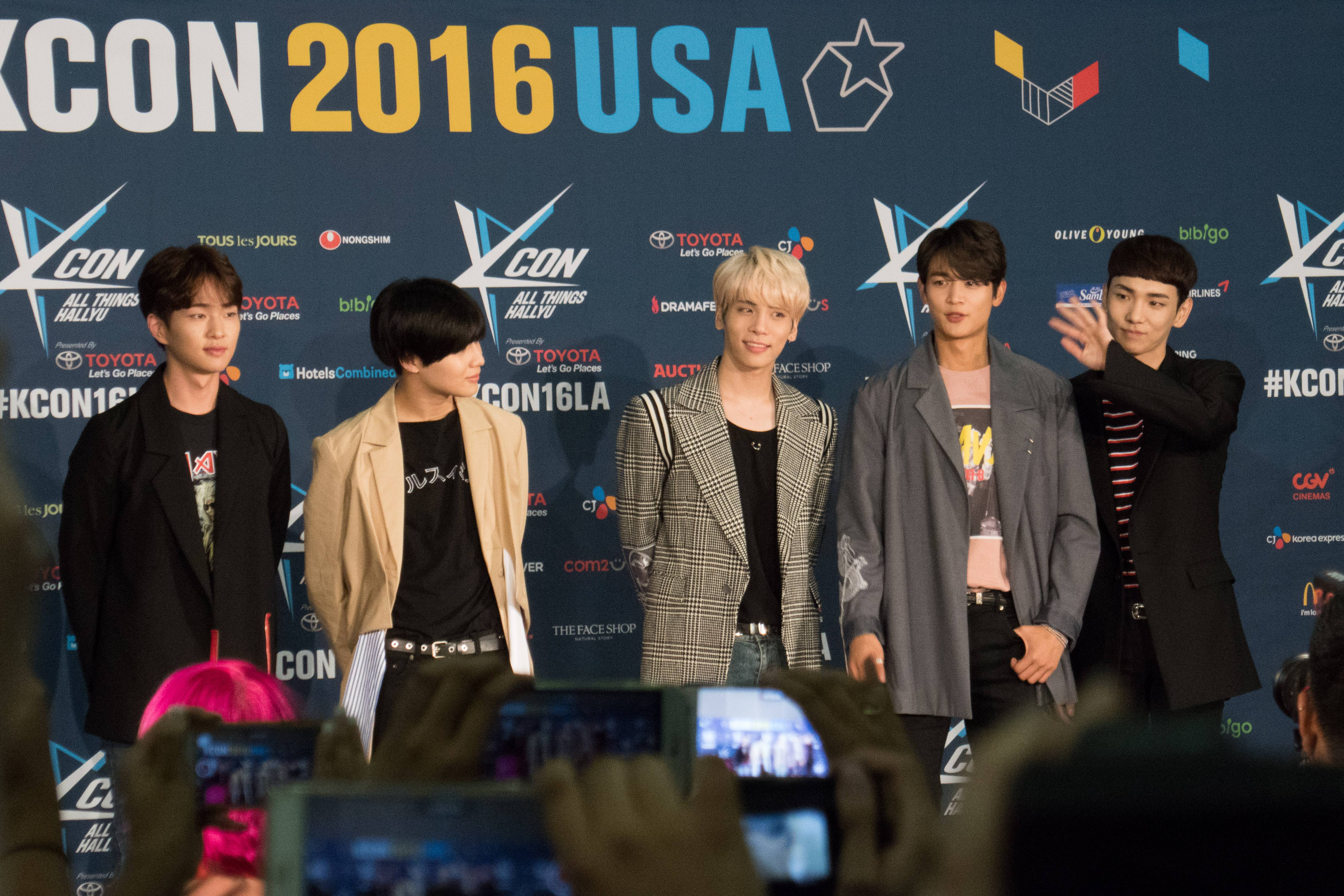
SHINee
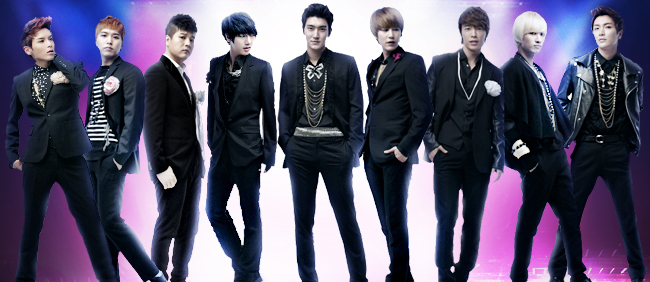
Super Junior.

| Seventeen,          | Corée du Sud |
| SF9                 | Corée du Sud |
| SG Wannabe          | Corée du Sud |
| SHINee,             | Corée du Sud |
| Shinhwa,            | Corée du Sud |
| SHIPS               | Japon        |
| SMAP,               | Japon        |
| Snuper              | Corée du Sud |
| Son by Four         | Porto Rico   |
| Speed               | Corée du Sud |
| SS501               | Corée du Sud |
| Stray Kids          | Corée du Sud |
| Super Junior,       | Corée du Sud |
| Super Junior-D&E    | Corée du Sud |
| Super Junior-K.R.Y. | Corée du Sud |

Début de page
- SMAP.
- Seventeen.
- SHINee
- Super Junior.

## T

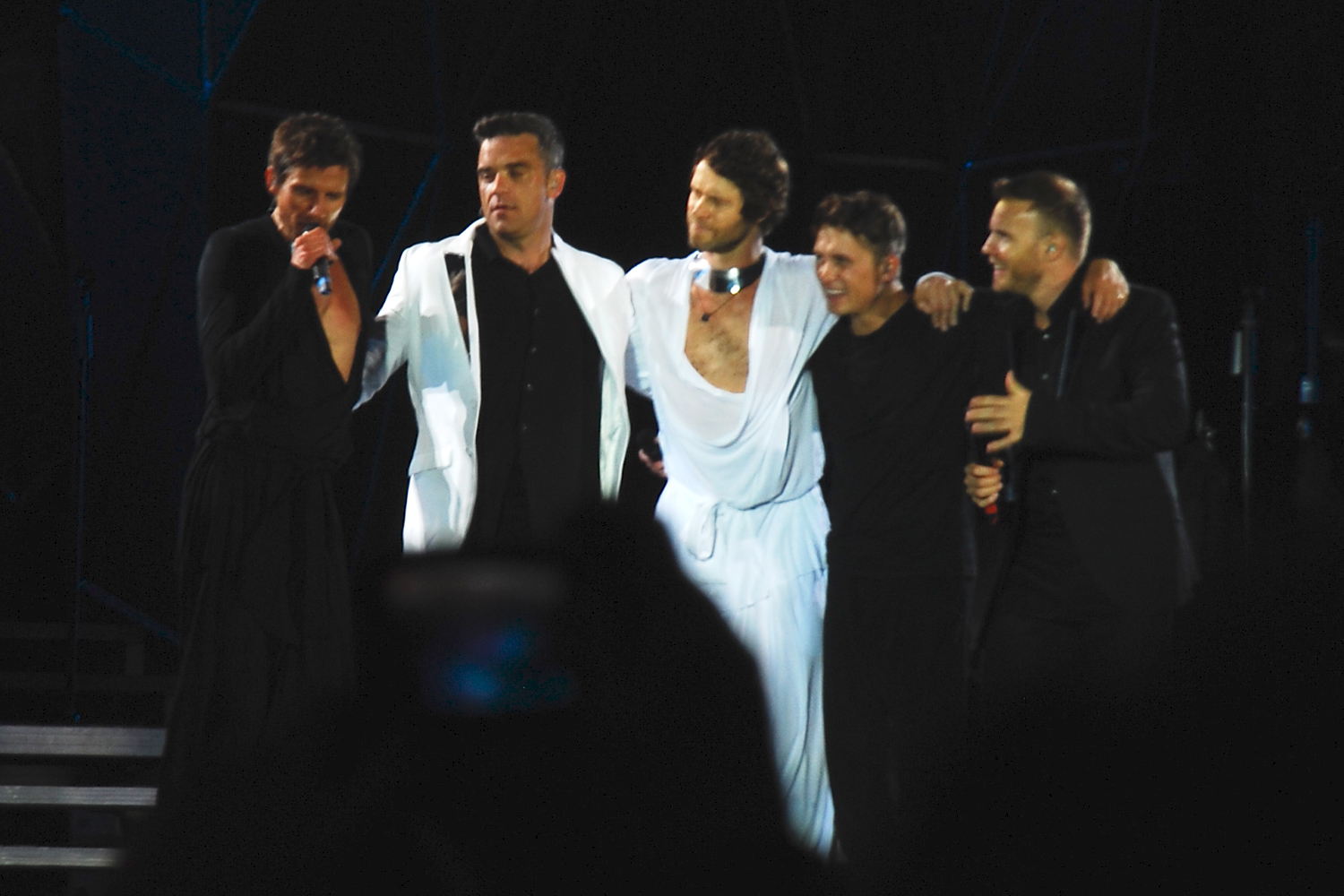
Take That.
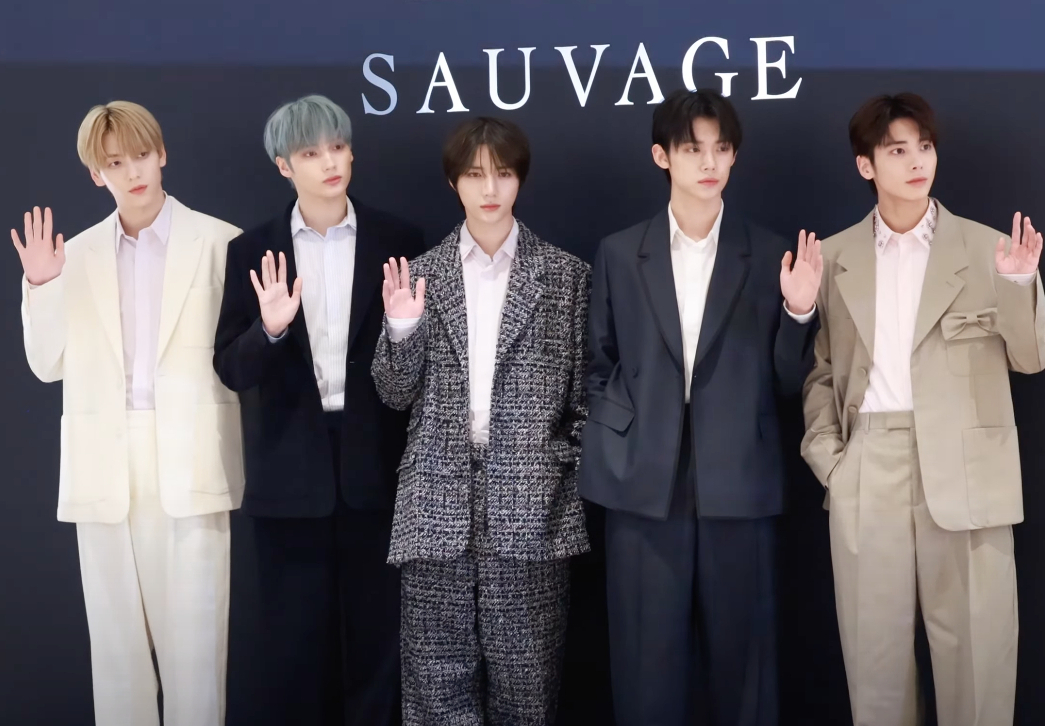
TXT.

| Take That,       | Royaume-Uni  |
| Teen Top         | Corée du Sud |
| Tie Break        | Autriche     |
| Toheart          | Corée du Sud |
| Topp Dogg        | Corée du Sud |
| Die Traumprinzen | Allemagne    |
| TRCNG            | Corée du Sud |
| TVXQ,            | Corée du Sud |
| TXT              | Corée du Sud |

Début de page
- Take That.
- TXT.

## U

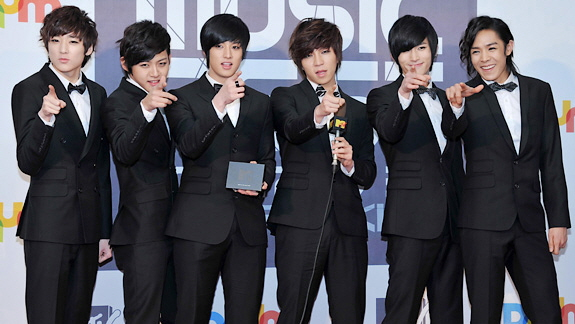
U-Kiss.

| U-Kiss        | Corée du Sud         |
| Ulala Session | Corée du Sud         |
| Union J       | Royaume-Uni          |
| Uniq          | Corée du Sud / Chine |
| UP10TION      | Corée du Sud         |

Début de page
- U-Kiss.

## V
| VIXX    | Corée du Sud |
| VIXX LR | Corée du Sud |
| VISION  | Corée du Sud |

Début de page

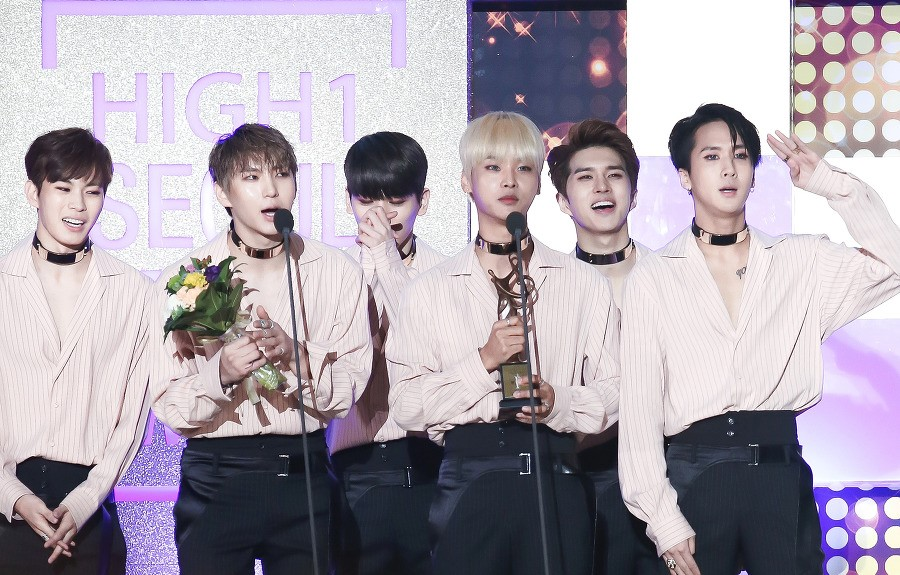
VIXX.

## W
| Wanna One,    | Corée du Sud |
| The Wanted,   | Royaume-Uni  |
| Westlife,     | Irlande      |
| w-inds.       | Japon        |
| Winner        | Corée du Sud |
| Worlds Apart, | Royaume-Uni  |

Début de page

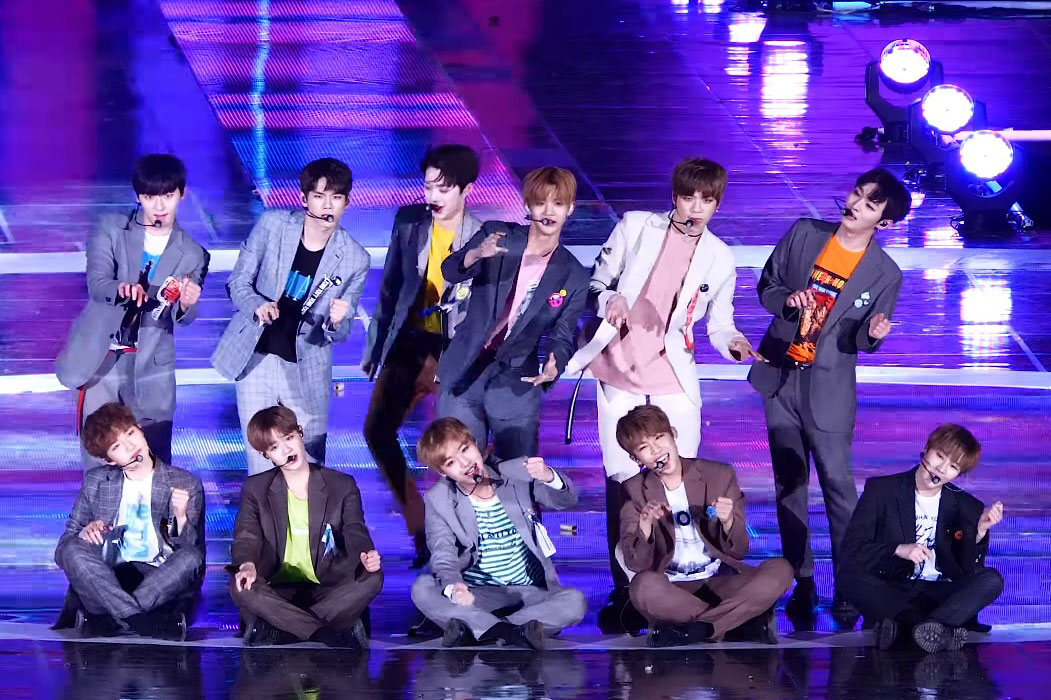
Wanna One.
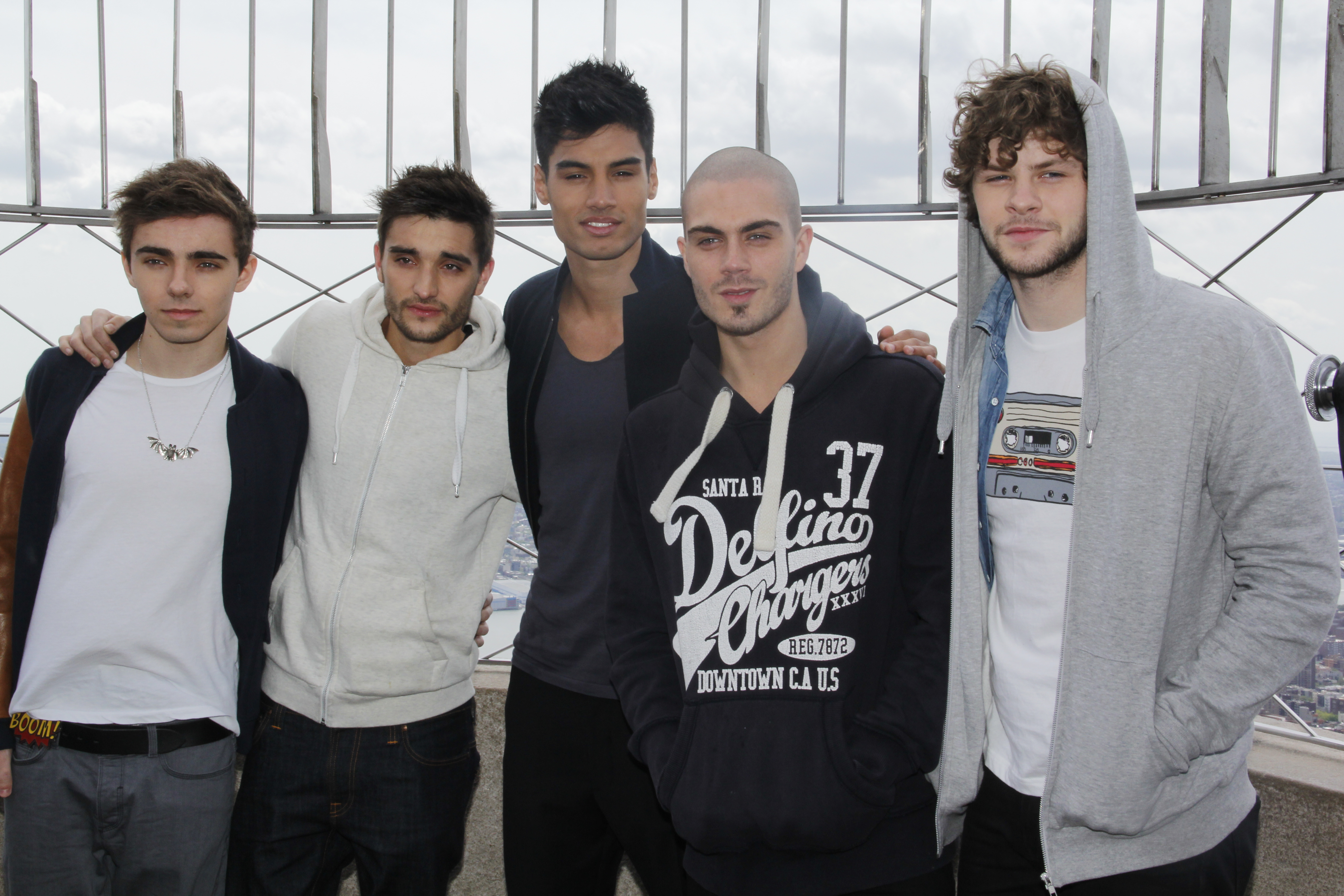
The Wanted.
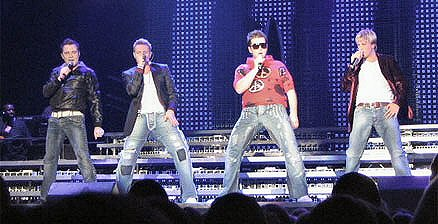
Westlife.